# Historia de Noruega

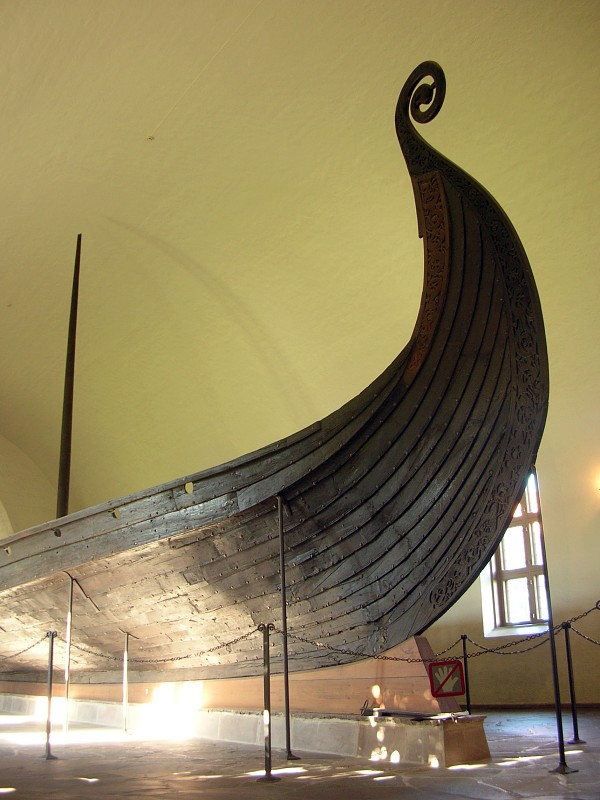
El barco de Oseberg, en el Museo de barcos vikingos de Oslo.

La historia de Noruega se remonta a la Alta Edad Media, que coincide con la irrupción, a finales del siglo VIII, de los navegantes vikingos en la historia europea a través de actividades comerciales, de saqueo y de colonización. Se sabe, sin embargo, que el territorio de lo que hoy es Noruega estuvo poblado desde hace unos 12 000 años.
Los primeros intentos de forjar un reino noruego nacen precisamente en la Era Vikinga, y es Harald Cabellera Hermosa el primero en ser considerado rey de una Noruega unificada, al menos nominalmente, desde 872. No obstante, no es sino hasta los siglos XI y XII, una vez consolidada la organización eclesiástica y monárquica cuando puede hablarse de un reino noruego plenamente unificado e independiente. Noruega alcanzó un período de esplendor en el siglo XIII, cuando fue poseedora de un imperio en el Atlántico norte. A este esplendor siguió una fase de decadencia al final de la Edad Media, marcado por la extinción de su dinastía real, la peste negra y las consecuentes crisis económicas y sociales. Entró en un período de unión personal con Suecia entre 1320 y 1364 y posteriormente, entre 1397 y 1523, formó parte de la Unión de Kalmar, que integraba la totalidad de los reinos nórdicos. La debilidad política de Noruega propició que tras el rompimiento de la Unión el país siguiera un destino al lado de Dinamarca, que perduraría hasta 1814. Este último año, una asamblea de patriotas noruegos declaró unilateralmente la independencia del país y redactó su constitución, si bien tuvo que hacer algunas enmiendas para integrarse en una nueva unión personal con Suecia. La unión con este país se disolvió pacíficamente en 1905, y un plebiscito se inclinó por mantener la monarquía constitucional en el seno de un sistema parlamentario. En 1940 Noruega fue invadida y ocupada por la Alemania nazi, que apoyó a una dictadura local de corte fascista. Tras la capitulación de Alemania el 7 de mayo de 1945, Noruega fue liberada por las fuerzas aliadas. Después del final de la guerra en 1945, se reinstauraron las instituciones democráticas, y las décadas siguientes se caracterizaron por la aceleración del crecimiento económico y el establecimiento de un estado de bienestar, del que Noruega ha sido un referente histórico a nivel mundial.

## Era Vikinga

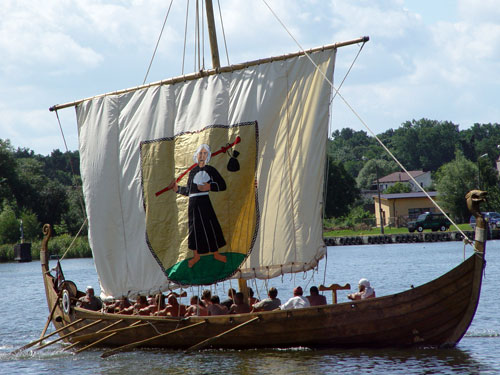
Réplica de un snekke vikingo.

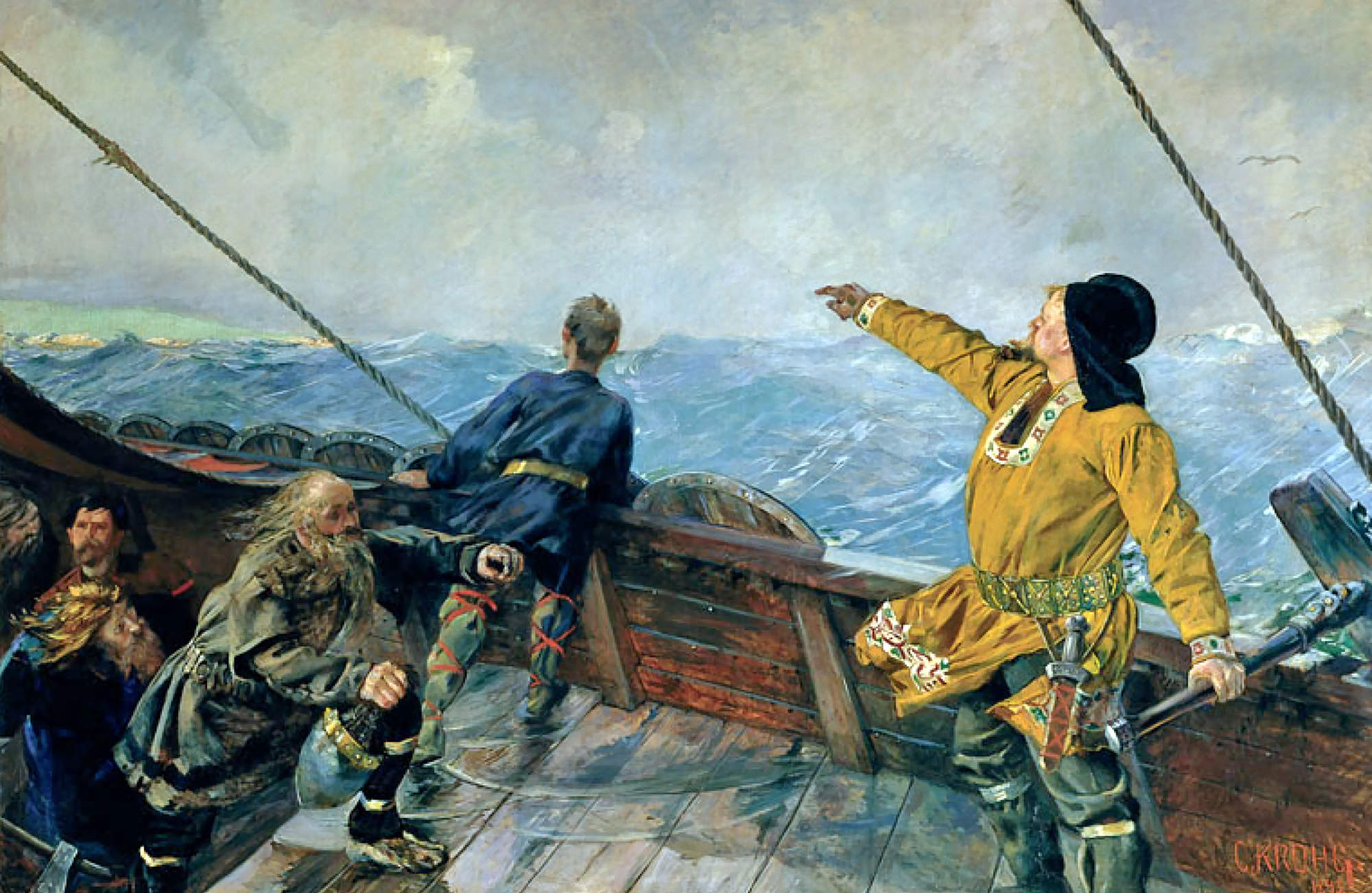
Leif Eriksson descubre Vinlandia (1500). Pintura de Christian Krohg (1893). Los noruegos fueron los primeros europeos en llegar a América.

Arqueológicamente, se considera que la Era Vikinga en Noruega se extiende desde ca. 900 hasta ca. 1100. Históricamente, esta época se limita de una manera más específica, desde el ataque a Lindisfarne en 793 hasta la batalla del puente Stamford de 1066.

### Las exploraciones noruegas en el oeste
En Noruega, que no era más que una región geográfica sin unidad política, había en el siglo VIII estados minúsculos cuyos jefes militares eran llamados jarls. Estos tenían a su servicio hombres libres, campesinos y pescadores, que además cumplían una función militar. A su vez, los campesinos eran servidos por esclavos y siervos libres. 
Desde el siglo VIII, los jarls comenzaron a organizar expediciones militares fuera de sus territorios y atacaron Estados europeos por medio de correrías y saqueos. Junto con otros guerreros procedentes de lo que hoy son Dinamarca y Suecia, serían conocidos como vikingos o normandos. Las campañas noruegas se dirigieron principalmente al norte y al oeste, colonizaron la costa septentrional de lo que hoy es Noruega y otros territorios hasta entonces deshabitados: Shetland, las islas Feroe e Irlanda. Desde Islandia, el explorador Erik el Rojo partió a la colonización de Groenlandia a fines del siglo X, y desde ahí, sus hijos viajaron hacia el oeste a inicios del siglo XI y descubrieron la región de Vinlandia, en América. Desde el norte de las islas británicas los vikingos noruegos atacaron Escocia, el norte de Inglaterra, Irlanda y la isla de Man, y más al sur, Francia e incluso la península ibérica.
Se ha discutido bastante sobre el origen de esas migraciones escandinavas y existen varias teorías que intentan explicarlas. Se sabe que coincidieron con otros eventos importantes, como el uso del hierro en la fabricación de herramientas agrícolas, que habría incrementado el potencial productivo y la necesidad de nuevos terrenos para el cultivo. Otro evento fue el surgimiento, a finales del siglo VIII, de una sociedad noruega organizada en pequeños reinos cuyos monarcas exigían impuestos. Muchos noruegos prefirieron emigrar y la manera más próxima de obtener recursos fue el saqueo, actividad que les valió a los vikingos una mala reputación en Europa. Sin embargo, otros más se dedicaron al comercio o se asentaron pacíficamente en las nuevas tierras. En las colonias vikingas de las islas británicas, la población celta fue asimilada por la cultura nórdica, como fue el caso de los reinos vikingos de la isla de Man y Dublín. También hubo vikingos noruegos que sirvieron militarmente en las cortes de Nóvgorod y Constantinopla.

### Unificación e intervenciones danesas

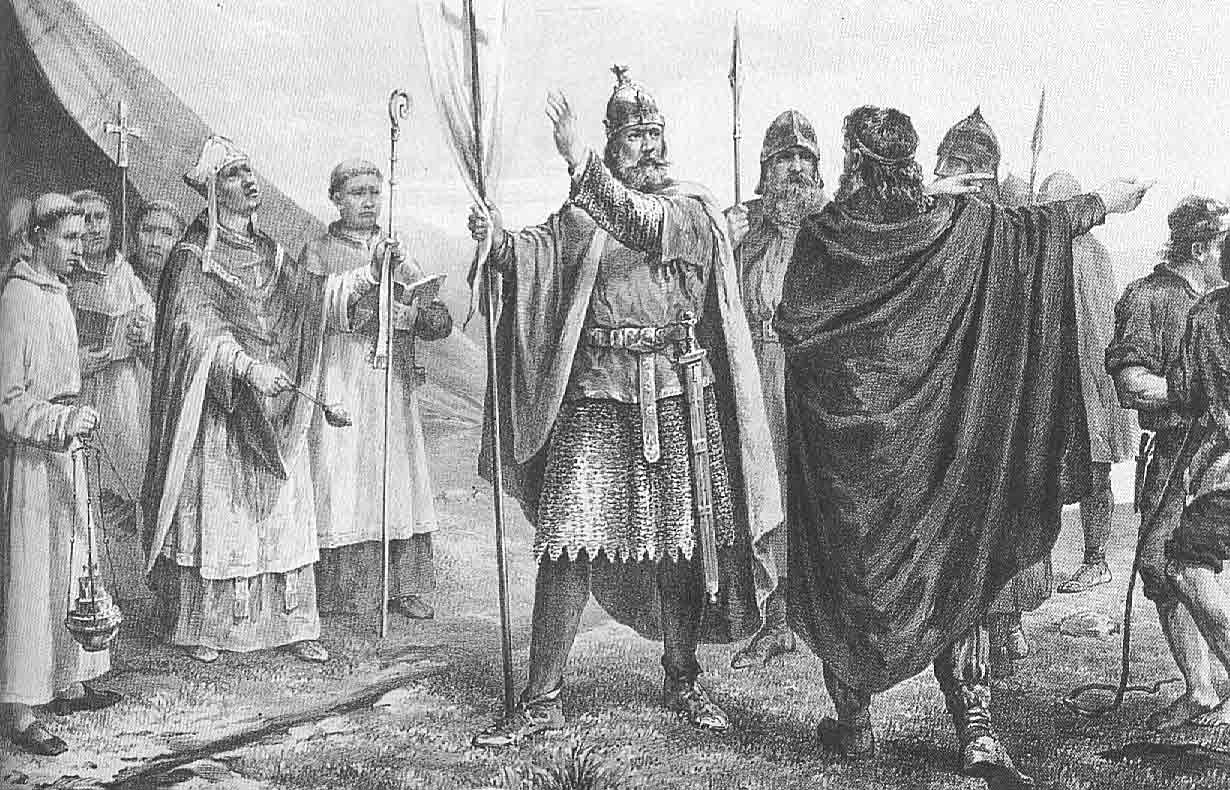
La llegada de Olaf Tryggvason a Noruega en 995 supuso el inicio de la cristianización efectiva del país. En esta ilustración de Peter Nicolai Arbo (1860), es acompañado de misioneros anglosajones.

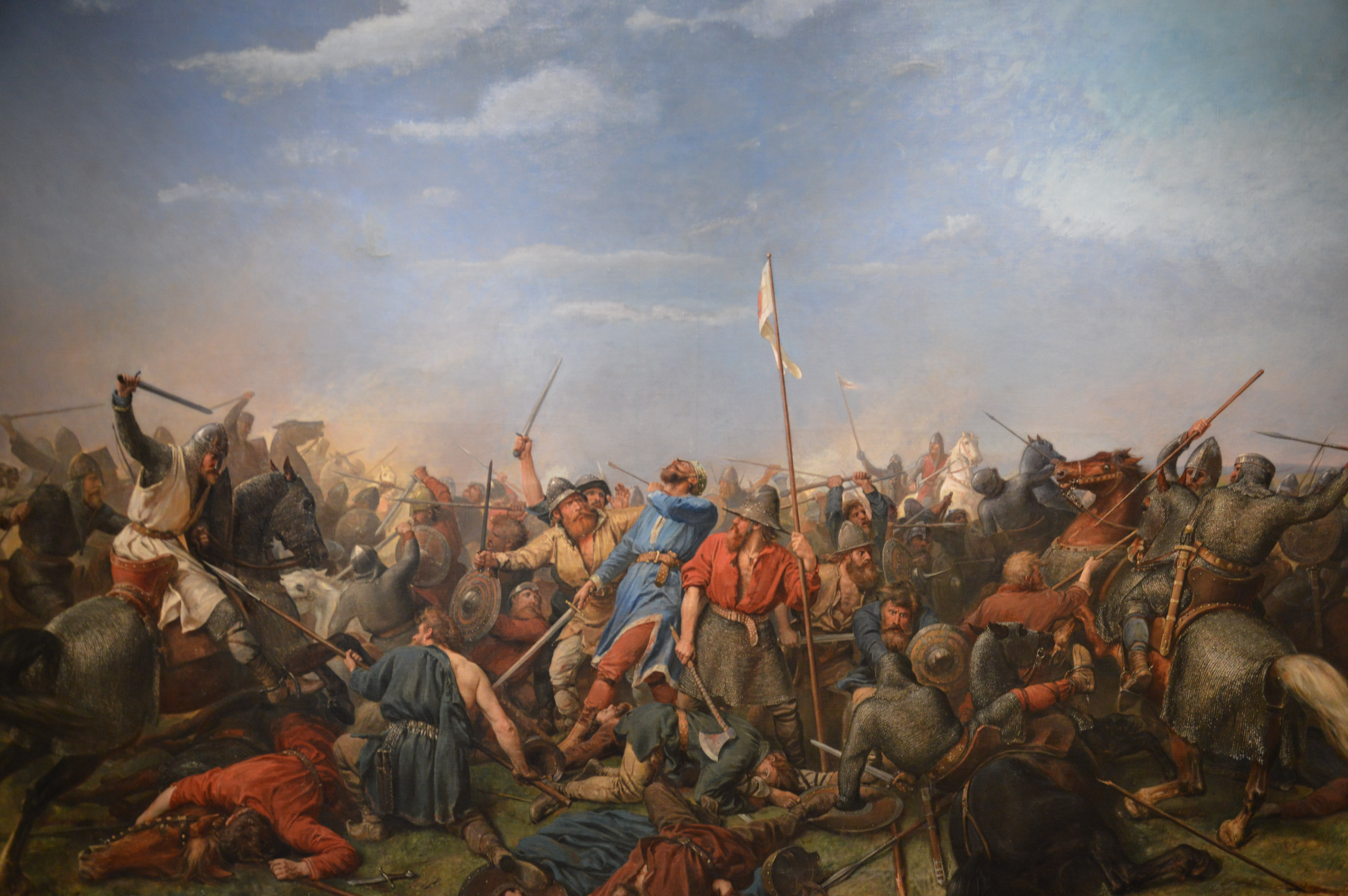
El rey Harald Hardråde cae en la batalla de Stamford Bridge de 1066. Su invasión a Inglaterra se considera como la última expedición vikinga de la historia. Pintura de Peter Nicolai Arbo.

En la era vikinga, los jarls locales comenzaron a organizarse por regiones. Los poblados alrededor del fiordo de Trondheim se unieron en una liga regida por un solo ting (asamblea), mientras que en el sur de Noruega ocurrió algo similar. El reino más estable y fuerte fue el de Vestfold-Oppland Occidental, que contaba con la zona agrícola más rica de Noruega y la ciudad de Skiringssal, un centro comercial donde confluían rutas internacionales.
A finales del siglo IX Harald Cabellera Hermosa asumió como rey de Vestfold. Por medio de alianzas con los jarls de Møre y Håløyg pudo incrementar su poder y derrotar a sus rivales de Hordaland y Rogaland en la batalla de Hafrsfjord (ca. 872). Esta batalla ha sido considerada tradicionalmente como el evento que marcó la unificación del país en un solo reino bajo la autoridad de Harald. Sin embargo, a pesar de ser reconocido nominalmente en varias regiones, al parecer el monarca no tuvo el control efectivo de todo el país. En esa misma época, se cree que la región de Noruega Oriental (Østlandet) era vasalla de Dinamarca, un reino más poderoso.
Los sucesores de Harald I de Noruega no pudieron fortalecer el poder monárquico y las luchas intestinas de los reyes con los jarls o los pretendientes rivales propiciaron la intervención de Dinamarca, lo que convirtió a Noruega en un reino vasallo de aquel. El descontento entre algunos jarls de estar sometidos a Dinamarca fomentó el nacimiento de líderes locales, que sin embargo serían derrotados por los daneses. El hijo de Harald I, Haakon el Bueno, fue el primer rey noruego en adoptar el cristianismo, pero no pudo establecer la nueva fe debido a la reticencia de la población. Olaf Tryggvason, también perteneciente a la Dinastía Cabellera Hermosa, llegó procedente de un exilio en 995 y enseguida fue nombrado rey. Inició la conversión de Noruega al cristianismo empleando misioneros ingleses y en ocasiones métodos violentos, pero no logró el control efectivo del país y fue derrotado en la batalla de Svolder en el año 1000. Su sobrino, Olaf el Santo, lograría 15 años después fortalecer la monarquía y la Iglesia y establecer estrictas leyes, pero sus rivales pidieron nuevamente la intervención de Dinamarca, lograron expulsarlo y finalmente darle muerte en 1030.
La pronta canonización de Olaf influyó en que su hijo Magnus I ocupase el trono en 1035. Magnus I llegó a un acuerdo con su rival Hardeknut de Dinamarca: el que sobreviviera al otro tomaría el poder de ambos reinos. A la muerte de Hardeknut en 1042, Magnus I heredó el trono danés. Su tío Harald Hardråde regresó de Constantinopla en 1045 y reclamó una parte del trono. A la muerte de Magnus I, Noruega y Dinamarca se separaron. Harald Hardråde, el sucesor en Noruega, intentó sin éxito la conquista de Dinamarca y en 1066 viajó a Inglaterra a reclamar el trono de ese país, pero encontró la muerte en la batalla de Stamford Bridge frente a su enemigo Haroldo el Sajón. Con su muerte finaliza la era vikinga.

## Edad Media

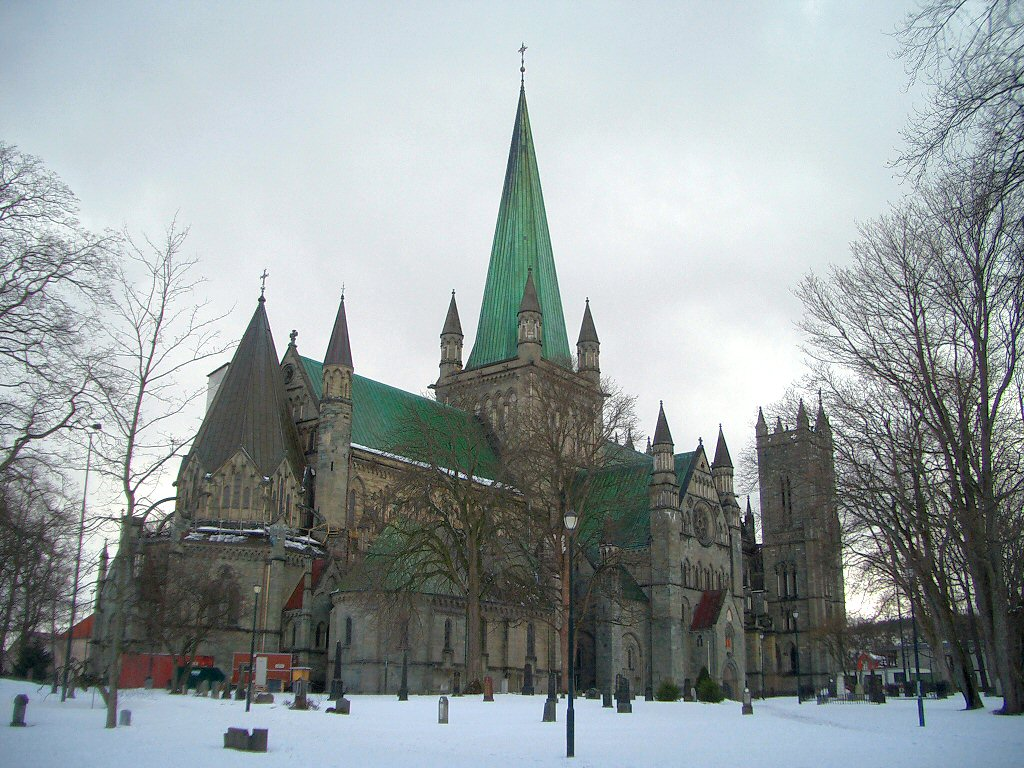
La catedral de Nidaros, uno de los principales monumentos medievales de Noruega.

Entre 1066 y 1130, el reino de Noruega se había establecido ya sólidamente, pero aún contaba con un sistema administrativo bastante rudimentario. En la época inmediatamente posterior a la Era Vikinga, se alcanzó en Noruega un período de paz interna y de crecimiento económico, pero la carencia de un sistema claro del derecho de sucesión del trono provocó tensiones y finalmente, tras la muerte de Sigurd el Cruzado en 1130, una guerra civil.

### Baja Edad Media

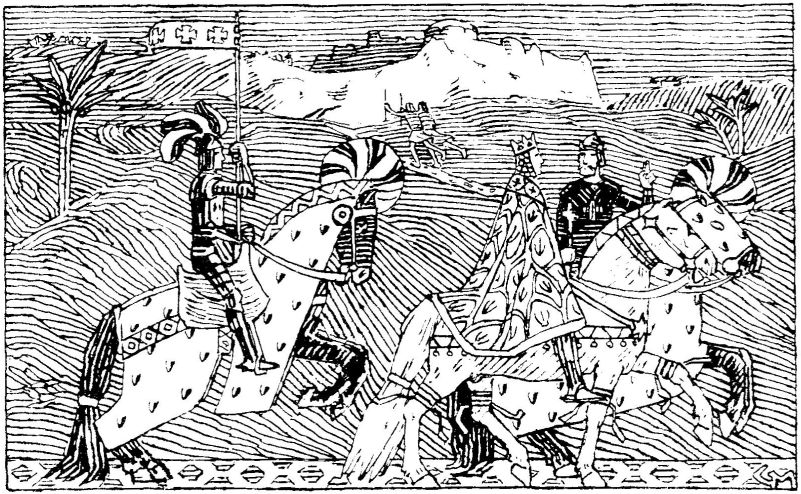
Sigurd I de Noruega junto a Balduino I de Jerusalén. Ilustración de Gerhard Munthe.

A finales del siglo XI había aumentado el número de ciudades; entre ellas florecieron Oslo, Nidaros, Bjørgvin y Tønsberg. El reinado de Olaf III, llamado el pacífico, conoció un período de paz y prosperidad. Olaf III fue el primer rey noruego en mostrar gran interés por la literatura. Al mismo tiempo, se reforzaron los lazos con Roma y Europa, se consolidó la organización de la Iglesia y se estableció la primera diócesis noruega en Nidaros (posteriormente elevada a archidiócesis); le siguieron las diócesis de Selja en la década de 1070 (trasladada a Bjørgvin antes de 1090) y Oslo, en la década de 1090. La diócesis de Stavanger fue fundada en 1125 y la de Hamar en 1153. Además dependían de Nidaros la diócesis de las Orcadas y la de las Feroe.
Magnus III, el descalzo, aprovechó la paz en el país para emprender una campaña militar contra las islas británicas, en un intento por recuperar las pasadas glorias vikingas. Logró la sumisión de las Hébridas y la isla de Man, pero murió en campaña en Irlanda.
A Magnus III lo sucedieron sus tres hijos, pero solo los dos mayores gobernaron conjuntamente de manera duradera. Mientras Øystein I llevó a cabo una intensa labor de construcción de ciudades, palacios e iglesias, su hermano Sigurd I es recordado por haber participado en una cruzada a Jerusalén.

### La era de las guerras civiles

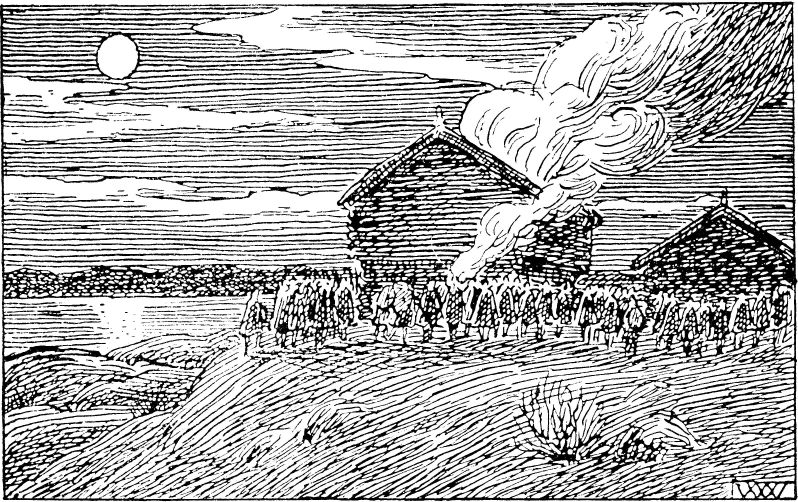
Los seguidores de Magnus Erlingsson incendian las casas de sus adversarios. Ilustración de Wilhelm Wetlesen.

El que hubiera a menudo más de un sucesor al trono se debía a las leyes de sucesión noruegas, que establecían que todos los hijos varones del rey heredaban el gobierno. Hasta entonces, los conflictos entre los sucesores no habían pasado a mayores, pero tras la muerte de Sigurd el Cruzado en 1130 se desató una serie de guerras civiles que duraría más de un siglo y que sería alimentada por conflictos sociales y económicos.
Por regla general, se trató de conflictos armados intercalados entre breves períodos de paz. Dos bandos opuestos trataban de imponer a su pretendiente y a la muerte de uno de ellos, sus seguidores se mantenían aglutinados en torno a un sucesor. Los bandos rivales mantenían el control de ciertas regiones, lo que resultó en la división territorial del país, si bien cada pretendiente se asumía como rey de toda Noruega.
La Iglesia intervino en la década de 1160 a favor de Magnus Erlingsson, que sería el primer monarca noruego en ser coronado. Al mismo tiempo, por influencia de la Iglesia, se redactó la primera ley de sucesión escrita, que estipulaba la condición de hijo legítimo para alcanzar el trono. Los opositores a Magnus, el bando de los birkebeiner, mantuvieron una resistencia marginal hasta que Sverre Sigurdson asumió como su líder. Sverre era un gran estratega militar que logró controlar una parte importante del país y finalmente derrotar a Magnus en 1192. Logró coronarse, pero su enemiga la Iglesia lo excomulgó y puso a Noruega bajo interdicto en 1194. Con el patrocinio del clero, los opositores a Sverre se unieron en la facción conocida como los bagler. Desde 1208 hasta 1217, el país quedó dividido por la guerra entre ambos partidos, hasta que se alcanzó la reconciliación y el rey Haakon IV fue reconocido por las dos facciones en 1217. Algunos opositores se mantuvieron levantados en armas, pero la última rebelión fue derrotada en 1240.

### Haakon IV y sus sucesores

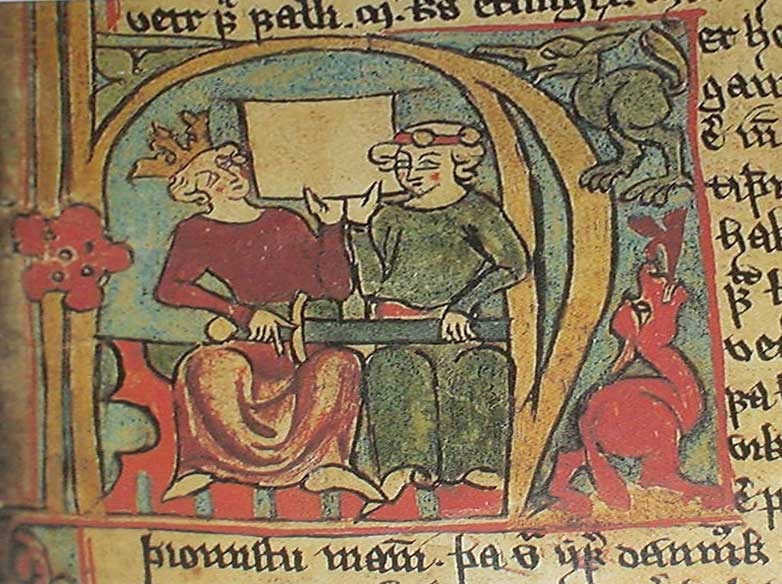
Haakon IV y su hijo, Magnus el Legislador.

Haakon IV heredó un Estado fortalecido y unificado y su reinado es considerado por algunos historiadores como la era dorada de la historia medieval de Noruega. El rey centralizó por primera vez la administración, convirtiendo a Bergen en su capital. Se cultivó la literatura y las bellas artes y se tradujeron obras de arte del extranjero. En la década de 1260, Noruega alcanzó la mayor extensión territorial de su historia, que incluía Groenlandia, Islandia, las Islas Feroe y una parte de las islas británicas. Su hijo, Magnus VI el legislador, renunció a las reivindicaciones sobre Escocia y la Isla de Man pero con el Tratado de Perth aseguró el reconocimiento de la soberanía noruega sobre las Orcadas y Shetland; promulgó además la primera ley de observancia nacional en 1274, adelantándose a los demás países europeos.
En el siglo XIII, los reyes noruegos intentaron que Noruega asumiera un papel de gran potencia en Europa y para ello establecieron contactos diplomáticos con varios reinos. Hubo alianzas matrimoniales con Castilla y Escocia y el rey Erico II reclamó el trono escocés para su hija Margarita, la doncella de Noruega, en 1295.
Haakon V, rey desde 1299, trasladó la capital a Oslo, se casó con una princesa alemana e intentó incrementar la influencia noruega en Escandinavia participando en conflictos internos en Suecia. Esa política llevaría a la unión de Noruega con sus vecinos por largos períodos. A su muerte sin hijos varones, fue sucedido por su nieto Magnus VII, de la dinastía sueca de Folkung, quien ya era rey de Suecia.

### Los Folkung

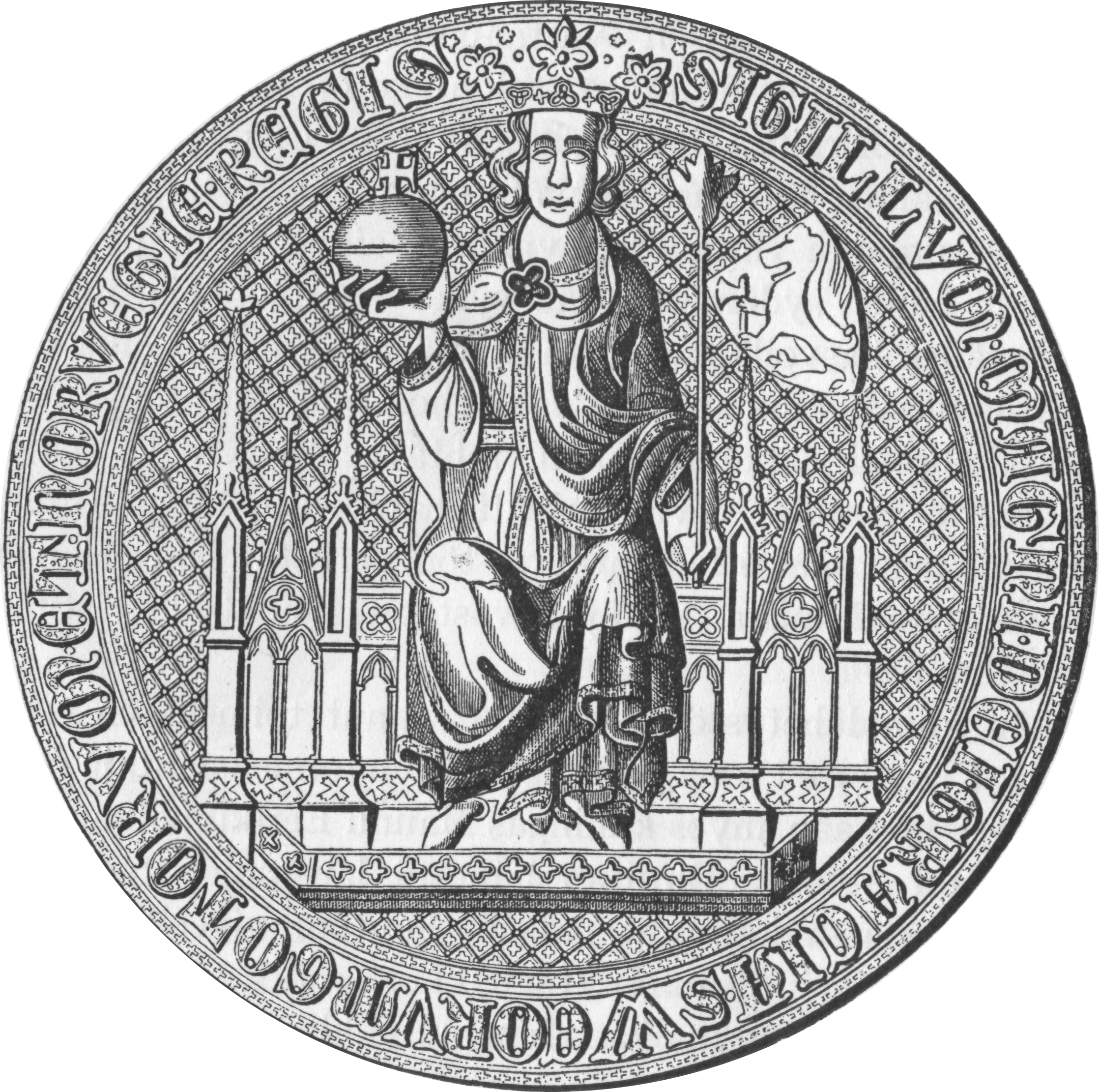
Sello real de Magnus VII, quien gobernó también en Suecia como Magnus II.

Aunque unidos bajo un mismo monarca, Suecia y Noruega se mantuvieron como reinos independientes, con sus propias leyes y su propio Consejo. Los dos Consejos acordaron que se otorgara el trono de un país a cada uno de los dos hijos de Magnus. Éste abdicó la corona noruega en su hijo Haakon VI en 1362. Haakon mantuvo la influencia noruega en Suecia e incluso llegó a ser rey de este último país en 1364, y pactó su alianza matrimonial con la princesa Margarita de Dinamarca, hija de Valdemar Atterdag. Olaf, hijo único de Haakon y Margarita, se convirtió en rey de Dinamarca en 1375 y a la muerte de su padre en 1380, también en rey de Noruega. Desde entonces —salvo breves excepciones— Noruega permanecería unida a Dinamarca hasta 1814.
En 1349 llegó la peste negra a Noruega a través de un barco procedente de Inglaterra que ancló en el puerto de Bergen. Ese barco habría sido la causa de la propagación de la peste por toda Noruega, aunque se cree que ya había brotes en Oslo desde 1348, causados también por un barco que zarpó de Inglaterra. En sólo dos años, la epidemia costó la vida de la mitad de la población y ocasionó severos daños económicos, sociales y políticos.

### Unión de Kalmar

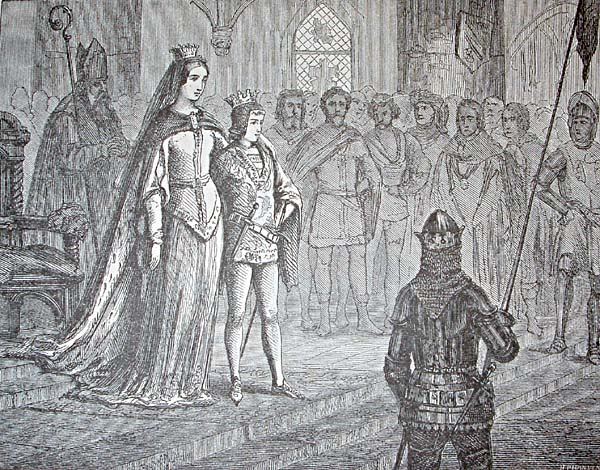
La reina Margarita I y Erico de Pomerania durante la coronación de este último como rey de la Unión de Kalmar.

Olaf II murió a la edad de diecisiete años y con él se extinguió la dinastía de los Folkung en Escandinavia. Su madre, Margarita de Dinamarca, quien ya gobernaba como regenta, fue nombrada reina de Dinamarca en 1387 y de Noruega en 1388. Se enfrentó al poder de la Liga Hanseática e intervino en Suecia contra el gobierno del príncipe alemán Alberto de Mecklemburgo. Una vez nombrada reina en Suecia, constituyó la Unión de Kalmar en 1397, así llamada por la ciudad sueca donde se reunieron los consejos reales de los tres reinos para acordar los términos de la unión. Esta fue una unión personal bajo la égida de Margarita, pero los tres reinos se mantenían en los hechos independientes políticamente.
La unión se mantuvo firme mientras vivió la reina. A su muerte se sucedieron descontentos en Dinamarca y Suecia por el impopular gobierno de su sobrino y sucesor Erico de Pomerania, que sin embargo fue apoyado por los noruegos. La debilidad política de Noruega se reflejó en su pasividad en los conflictos en el seno de la Unión y en el hecho de que, pese a contar con una monarquía hereditaria, sus reyes eran electos en Dinamarca y el Consejo noruego sólo los ratificaba.
Al contrario de Suecia, que constantemente se opuso a que un rey danés tuviese el control de la Unión, Noruega continuó sin sobresaltos al lado de Dinamarca. Una excepción fue la elección de Carlos VIII de Suecia como rey de Noruega en 1450, reinado que sólo duró un año y fue sustituido por el de Cristián I de Dinamarca. Este rey cedió a Escocia las posesiones noruegas de las Orcadas y las Shetland en 1469 como parte de la dote matrimonial de su hija Margarita.

## Unión con Dinamarca
Tras la ruptura de la Unión de Kalmar, Noruega se mantuvo unida a Dinamarca. Aunque oficialmente constituía un reino aparte y se mantuvo el uso del noruego y las instituciones nacionales, Noruega fue gobernada por lensmand (gobernantes nobles) daneses y el gobernante supremo del país era el rey y el Consejo Real, ambos residentes en Copenhague.

### La reforma protestante

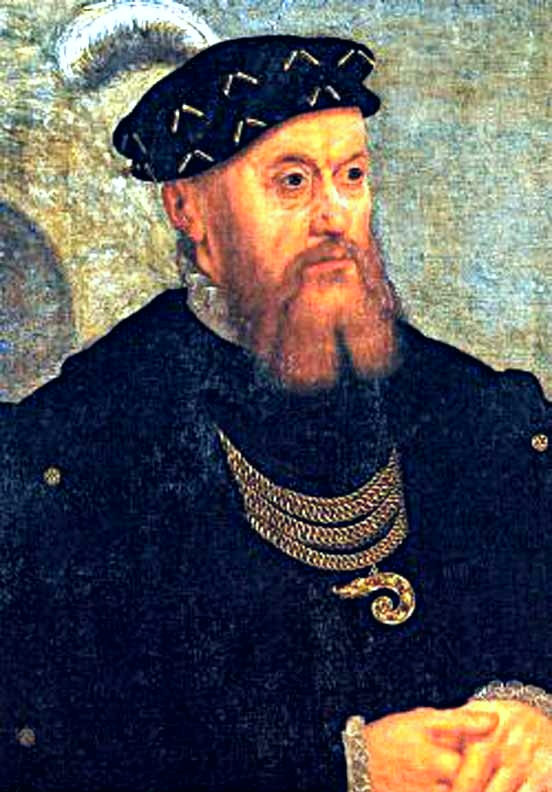
Cristián III, introductor del luteranismo como religión de Estado.

En 1536 Cristián III se convirtió en rey de Dinamarca tras una cruenta guerra civil en la que contó con el apoyo de la nobleza danesa. En Noruega había cierta oposición a que Cristián asumiera como rey, principalmente por su religión luterana y su enemistad con el campesinado. La oposición estuvo encabezada principalmente por Olav Engelbrektsson, el último arzobispo católico de Nidaros. Cristián III introdujo en 1537 la reforma protestante en Dinamarca, y en 1539 en Noruega, tras ser reconocido como rey por el Consejo Real. Ese mismo año el consejo noruego fue disuelto y el país perdió su independencia política.
La nueva Iglesia seguía las enseñanzas de Martín Lutero y tenía como líder al rey, quien expulsó a las comunidades monásticas católicas y se adueñó de todas las propiedades de la Iglesia Católica, que en Noruega alcanzaban cerca del 40 % de las tierras. En Trondheim, el relicario de San Olaf fue destruido y llevado a Copenhague para elaborar monedas. Los sacerdotes luteranos no sólo predicaban los evangelios, sino también la obediencia al rey y se cobraban multas a los que no observaban las leyes eclesiásticas. Como resultado de la reforma, la monarquía se hizo más rica y poderosa.
Noruega fue dividida en cinco provincias principales, y cada una de éstas fue subdividida en provincias menores. Las provincias eran gobernadas por un lensmand, que en su mayor parte eran aristócratas daneses y sólo en pocos casos nobles noruegos. Los lensmand tenían la responsabilidad de cobrar impuestos y derechos de aduana, reclutar soldados en situaciones de guerra, designar sacerdotes y servir de jueces en los tribunales superiores. El control sobre estos gobernadores nunca fue el mejor y a menudo sucedían casos de corrupción.

### Noruega durante las guerras sueco-danesas

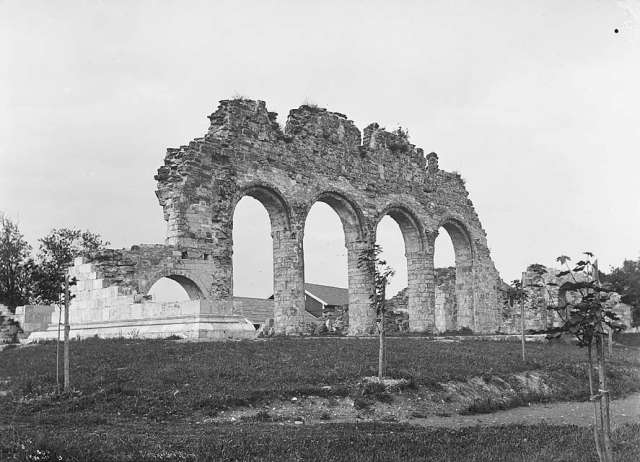
Las ruinas de la antigua catedral de Hamar, devastada por la invasión sueca en la Guerra Nórdica de los Siete Años.

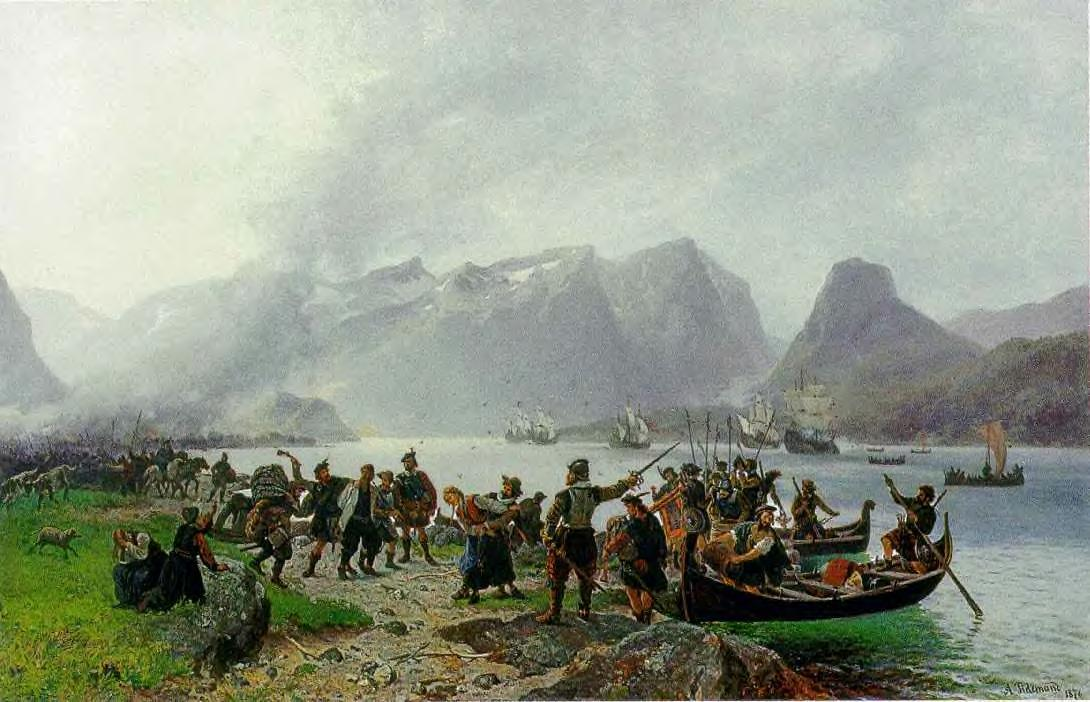
Desembarco de tropas mercenarias escocesas en Noruega, durante la Guerra de Kalmar. Óleo de Adolph Tidemand.

Tras la Guerra Nórdica de los Siete Años (1563-1570), en la que Noruega sufrió los estragos de la invasión sueca, el rey juzgó que resultaba difícil gobernar Noruega desde Copenhague. La comunicación era difícil debido a las montañas y a los fiordos. Por lo tanto, el rey decidió nombrar al lensmand de Akershus como estatúder de Noruega, que sería el máximo representante del rey en el país. Si bien el estátuder no tuvo en los hechos mucha influencia fuera de su provincia, el nombramiento es una prueba de que el rey danés consideraba Noruega como un reino aparte.
Hacia mediados del siglo XVI había crecido la rivalidad entre Dinamarca-Noruega y Suecia. Ambos reinos tenían aproximadamente el mismo tamaño y se disputaban el dominio del mar Báltico. Suecia había iniciado en esa época una política expansionista que se topó con los intereses daneses y desembocó en varias guerras.
En su búsqueda de una salida al mar del Norte, Suecia consideró estratégico el control de la costa norte de Noruega (las actuales provincias de Troms y Finnmark). Hacia 1600, los conflictos por la zona se hicieron cada vez más intensos y el rey Cristián IV de Dinamarca y Noruega declaró la guerra a Suecia en 1611, en lo que sería conocido como la Guerra de Kalmar. El objetivo de Cristián IV —la conquista de Suecia— no se concretó, pero los suecos renunciaron a sus pretensiones sobre Noruega.

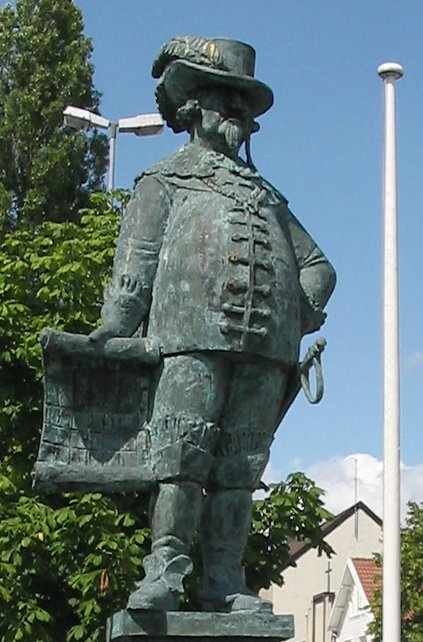
Estatua de Cristián IV en Kristiansand.

Cristián IV, victorioso en la guerra de Kalmar, trató de erigirse como un campeón del protestantismo y en 1625 intervino en la guerra de los Treinta Años en el Sacro Imperio Romano Germánico. Después de una derrota catastrófica frente al ejército imperial, el soberano dano-noruego tuvo que regresar a Dinamarca. Suecia, que ingresó a la guerra en 1630 y obtuvo resonantes victorias, atacó Dinamarca por sorpresa en 1643 en la llamada Guerra de Torstenson. La paz fue costosa para daneses y noruegos. Con el Tratado de Brömsebro, Noruega cedió a Suecia las provincias de Härjedalen y Jämtland.
Cuando en la década de 1650 Suecia se involucró en una guerra contra Polonia, Federico III de Dinamarca y Noruega vio una oportunidad para anular el Tratado de Brömsebro y declaró la guerra a Suecia. Sin embargo fueron los suecos quienes tomaron la iniciativa y ocuparon la mayor parte de Dinamarca. Con el Tratado de Roskilde de 1658, Noruega perdió la provincia de Bohuslän con la ciudad de Uddevalla, así como la Provincia de Trondheim, por lo que el país quedó temporalmente dividido en dos sectores. Noruega pudo recuperar la última provincia dos años después, con el Tratado de Copenhague (1660), tras el fracaso de una nueva invasión sueca sobre Dinamarca.

### El absolutismo

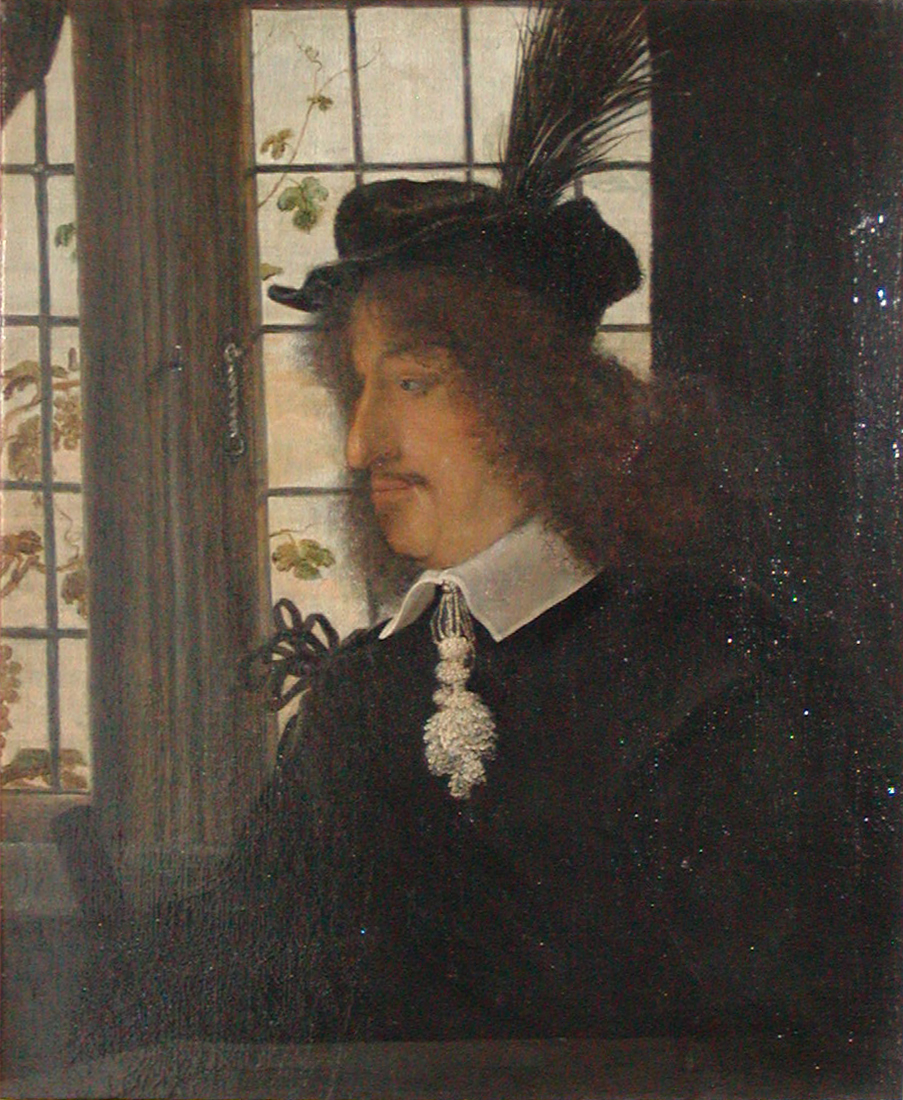
Federico III, primer monarca absolutista de Dinamarca y Noruega.

Antes de 1660, el rey de Dinamarca y Noruega gobernaba junto a un consejo de nobles. El poder real estaba limitado y el consejo podía elegir al sucesor a la muerte del monarca. En Noruega, por el contrario, la monarquía era hereditaria.
Con su presencia en el gobierno, el consejo aseguraba privilegios para la clase noble, pues sólo esta tenía acceso a los más altos puestos en la administración y el ejército. Durante la primera mitad del siglo XVII, la nobleza fue incapaz de cumplir sus obligaciones en la defensa del país: las nuevas técnicas de guerra, los mercenarios y la artillería disminuyeron su relevancia militar y durante las guerras contra Suecia, la defensa del reino dano-noruego fue realizada principalmente por mercenarios, burgueses y campesinos, al mismo tiempo que aumentaba la impopularidad de la nobleza.
Para asegurar la defensa de sus territorios, Federico III obtuvo créditos de la burguesía. Cuando la guerra terminó, los burgueses aprovecharon la debilidad de la nobleza y buscaron mayor influencia en la administración para proteger sus intereses económicos. Fue natural, por lo tanto, que la burguesía y la monarquía se aliaran. En la asamblea de los estados los burgueses y el clero alegaron que ante la derrota en la guerra se necesitaba un Estado más fuerte; propusieron que el rey tuviera derechos hereditarios en Dinamarca y que decidiera cómo debían ser gobernados los dos reinos en el futuro. El rey tuvo la oportunidad de asegurarse el poder absoluto, que fue ratificado por escrito en la Ley Real de 1665, que sería la única "constitución" absolutista de la historia y que se mantendría vigente hasta 1814.
En Noruega, la entrada del absolutismo marcó la pérdida de sus últimas instituciones nacionales, y desde entonces el país quedó reducido al papel de una provincia danesa con título de reino. La educación superior estaba restringida a las élites del país que podían costear estudios en Copenhague.

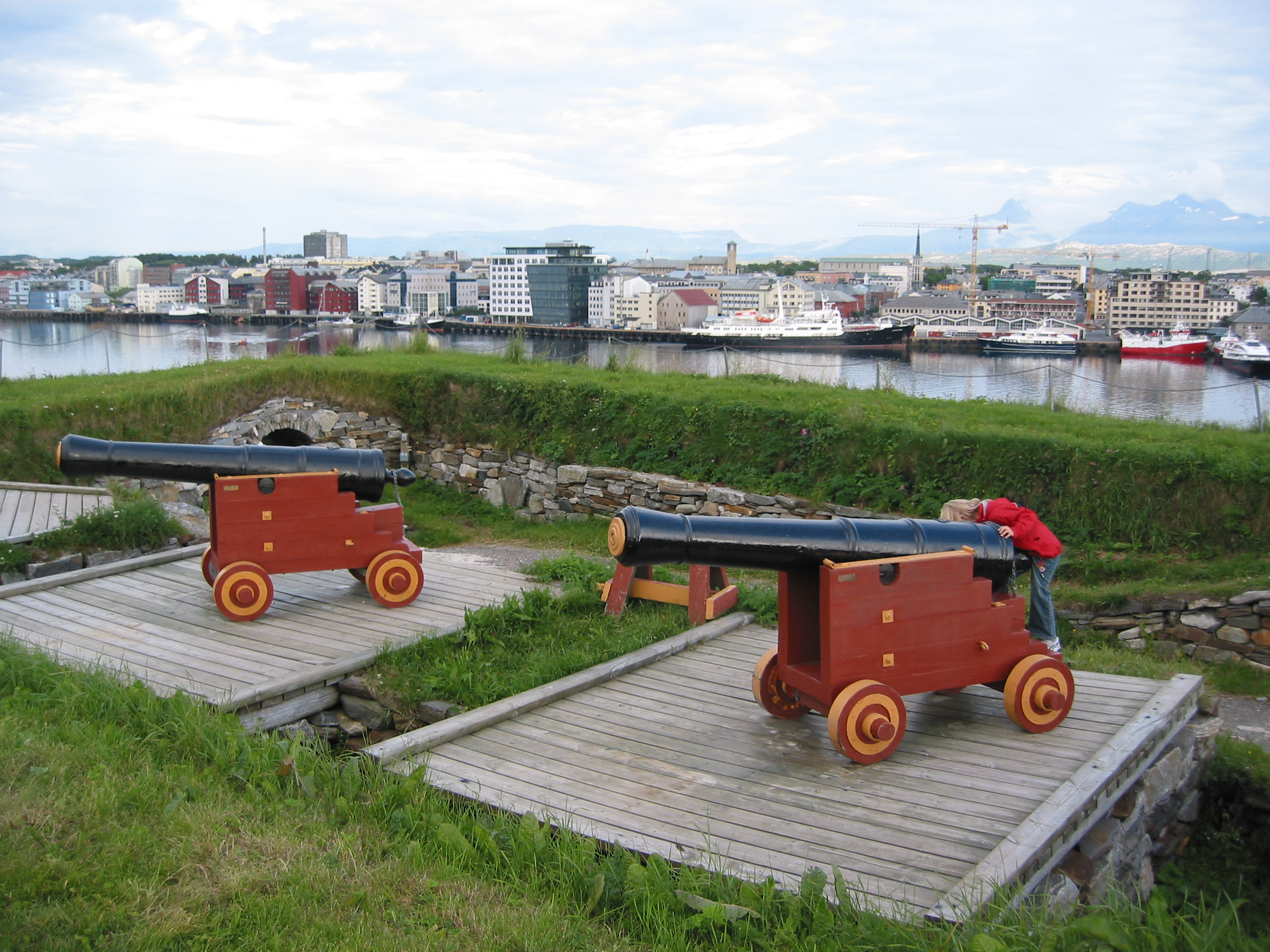
Pequeña fortificación en Bodø, construida para repeler los ataques británicos durante las guerras napoleónicas.

Atada a las políticas danesas, Noruega padeció fuertes crisis económicas durante el siglo XVII debido a la dilapidación de recursos del Estado en infructuosas guerras que tenían el objetivo de recuperar los territorios perdidos ante Suecia. Durante la guerra escanesa (1675-1679), Noruega sirvió de punto de partida para una invasión hacia Suecia y en la Gran Guerra del Norte (1700-1721), al ser la parte más débil de la unión, Noruega fue invadida por el ejército del rey Carlos XII de Suecia en dos ocasiones (1716 y 1718), pero no pudo ser conquistada.
Tras las guerras hubo una época de cierto crecimiento económico, que fue resultado del comercio y de la explotación industrial de los recursos naturales noruegos, en especial de la madera. La época coincidió con el surgimiento del nacionalismo noruego.
En la guerras napoleónicas, Dinamarca y Noruega se mantuvieron aliadas de Francia. Las actividades bélicas en Noruega fueron marginales, y se inscribieron principalmente en la serie de escaramuzas que el gobierno mantuvo frente al Reino Unido en la llamada guerra de las Cañoneras. El desenlace del conflicto sería, sin embargo, de gran trascendencia en la historia de Noruega. En 1814, la derrota de Napoleón fue también la de Dinamarca-Noruega y el rey Federico VI firmó el Tratado de Kiel el 14 de enero de ese año, por el cual Noruega era cedida a Suecia. Islandia, las islas Feroe y Groenlandia, territorios hasta entonces oficialmente parte de Noruega, no se incluyeron en el tratado y permanecieron como dominios daneses.

#### Resurgimiento nacionalista

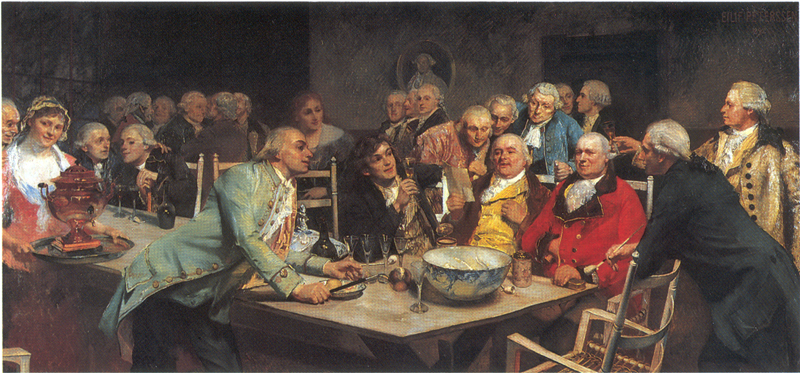
Una tarde en la Sociedad Noruega. Óleo de Eilif Petersen de 1892.

El primer movimiento nacionalista de la era moderna en Noruega comenzó en la segunda mitad del siglo XVIII cuando un grupo de estudiantes noruegos de la Universidad de Copenhague se aglutinaron en la llamada Sociedad Noruega, un club literario que propugnaba por la fundación de una universidad noruega. Con el tiempo, la sociedad incluyó a destacados profesores, escritores, poetas y teólogos que influyeron en la cultura noruega de la época, fomentando el nacionalismo y la creación literaria que rescataba las raíces populares. La Sociedad se disolvió en 1811 con la fundación de la Real Universidad Fredericiana, actualmente Universidad de Oslo. Sin embargo, el nacionalismo se fortaleció durante las guerras napoleónicas por influencia de la Revolución francesa y la difusión de los ideales de la Ilustración y el Liberalismo.

## Noruega en 1814

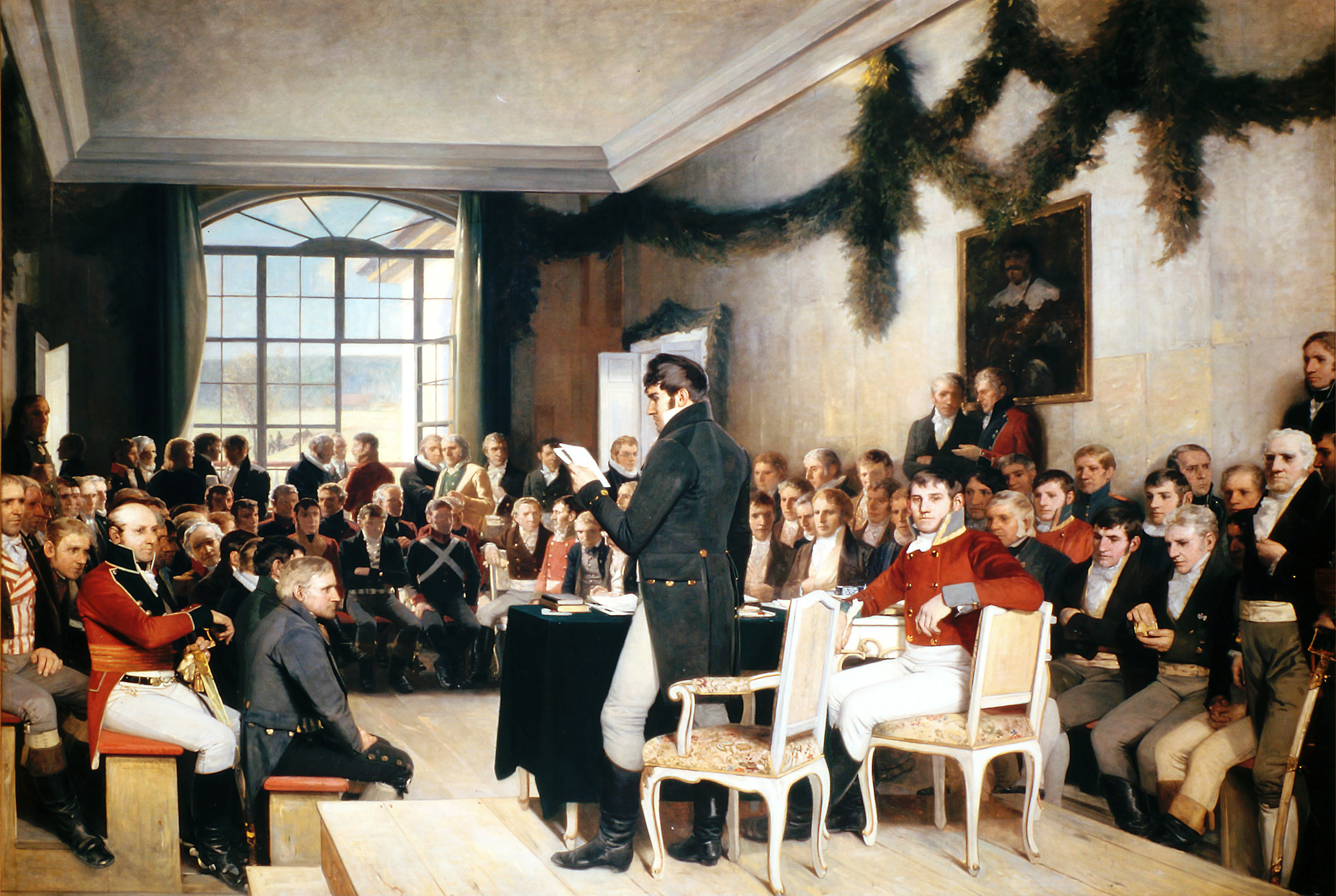
La Asamblea Nacional de Eidsvoll de 1814. Pintura de Oscar Wergeland.

Cuando se firmó el Tratado de Kiel de 1814, era virrey de Noruega Cristián Federico, príncipe heredero de Dinamarca y Noruega y primo del rey Federico VI. Tanto el príncipe como el estátuder se acercaron políticamente a la élite noruega que deseaba la independencia. En Eidsvoll se realizó una asamblea constituyente el 16 de mayo de 1814, y el 17 de mayo se firmó la constitución noruega (que se mantiene en la actualidad) basada en las ideas de la Revolución francesa, se declaró la independencia y se nombró a Cristián Federico como monarca, quien hizo su entrada triunfal en Cristiania el 22 de mayo. 
Pero las pretensiones de crear un Estado independiente tuvieron que ser abandonadas por las reivindicaciones de Suecia, que no estaba dispuesta a abandonar lo acordado en el Tratado de Kiel. El 26 de julio dio inicio la Guerra Sueco-Noruega, que se centró en una campaña sueca alrededor de las ciudades de Frederikshald y Fredrikstad. El 14 de agosto de 1814 se alcanzó un acuerdo en la llamada Convención de Moss, que puso fin a la guerra. Por las condiciones de paz, Noruega tuvo que aceptar una unión personal con Suecia (ya no la integración total); Cristián Federico abdicó la corona, pero se mantuvieron el parlamento noruego (Storting) y la Constitución, que tuvo que pasar por algunas enmiendas que legalizaran la unión con Suecia. El 14 de noviembre, el Storting eligió como nuevo rey a Carlos XIII de Suecia.
Aunque Noruega tendría que esperar algunas décadas más para alcanzar la plena independencia, el despertar patriótico de 1814 y la redacción de una constitución democrática son la causa de que ese año sea considerado como el inicio de la independencia y que el 17 de mayo, día de la Constitución, se celebre como el Día Nacional.

## Unión con Suecia

Bandera de Noruega (1844-1899) con la marca de la unión.

Las condiciones de unión con Suecia establecían que Noruega sería un reino con sus propias leyes y su propio parlamento, pero compartiría con Suecia el mismo monarca y la misma política exterior, con un ministro de relaciones exteriores residente en Estocolmo.
El rey era la autoridad común en ambos reinos, pero en realidad tenía poca influencia en el gobierno noruego, que estuvo constituido desde 1814 hasta 1884 por una élite ilustrada de juristas, militares y ministros religiosos que dominaban el Storting, hablaban danés y sus familias constituían apenas el 1 % de la población. En esa época, no había partidos políticos en Noruega.
En 1837 y 1838 se crearon los gobiernos municipales, lo que redundó en el aumento de poder político por parte del pueblo llano, en especial de los campesinos. En 1838 el 44 % de los alcaldes formaban parte del campesinado, pero para 1856 el porcentaje subió al 65 %.

### Industrialización

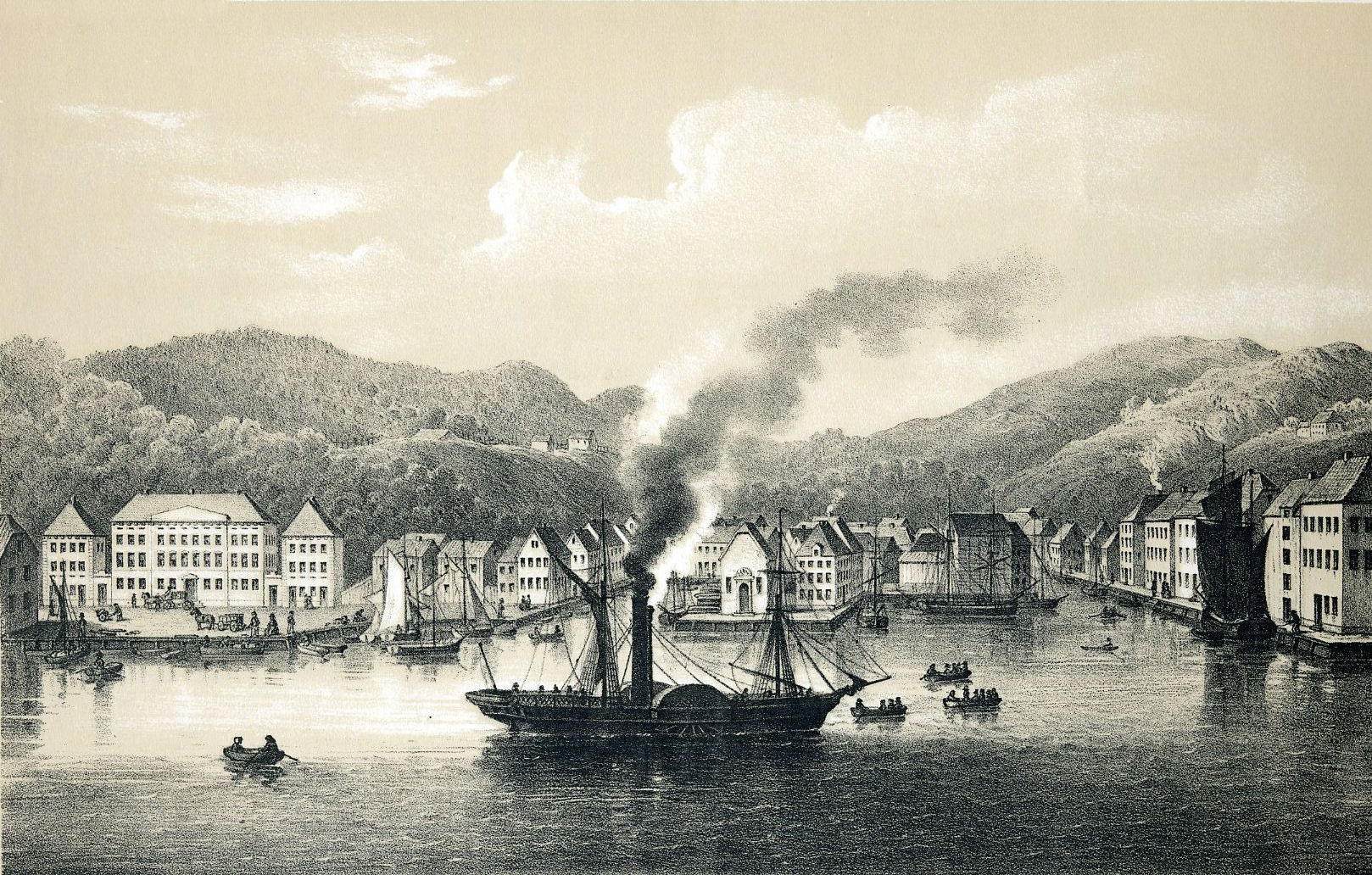
El Constitutionen, el primer barco de vapor en Noruega.

En 1850, la de Noruega era principalmente una sociedad preindustrial, y tres cuartas partes de la población se dedicaban a actividades primarias, principalmente a la pesca y a la agricultura y se mantenía un estancamiento económico desde hacía siglo y medio. En los siguientes cincuenta años, la economía experimentó un cambio sustancial que transformó a Noruega en un país industrializado.
El aumento de la población, la falta de trabajo en el campo y la carencia de tierras agrícolas motivó la migración en masa a las ciudades o al extranjero. La primera gran oleada de emigración consistió en más de 100 000 personas entre 1866 y 1873, principalmente a los Estados Unidos.
La industrialización, centrada en las ciudades portuarias, comenzó con la importación de técnicas y maquinaria del Reino Unido, y el envío de estudiantes al extranjero a aprender las nuevas tecnologías. En el impulso a la industria fue fundamental la fundación del Banco de Noruega, el establecimiento de instituciones de crédito, los préstamos del gobierno en el exterior, un sistema fiscal atractivo y el desarrollo de las vías de comunicación. El ferrocarril hizo su aparición en 1854 y para 1883 contaba con 1000 km de vías.
La flota mercante fue la principal herramienta de las transacciones con el extranjero. La industria naviera, impulsada por el auge pesquero, la aparición de los barcos motorizados y la apertura de nuevos mercados, comenzó a crecer vigorosamente hacia 1850 y en 1878 Noruega contaba con la tercera flota más grande del mundo. Casi la tercera parte de los barcos eran armados en el país.
Otros sectores bastante beneficiados fueron la agricultura y la pesca, fundamentales en la historia del país, además de la madera. La agricultura, amenazada por la competencia de los cereales norteamericanos, se mecanizó y se diversificó, dándole un peso especial a los cárnicos y los lácteos. La pesca contribuyó de manera importante en la cadena de producción, sobre todo con la explotación del arenque y la industrialización de productos secundarios (harina y aceite de pescado).
En 1870, la economía de Noruega no distaba mucho de la de otros países europeos prósperos, y su PIB per cápita era aproximadamente igual al de Dinamarca y ligeramente por debajo del de Suecia.

### Conflictos políticos y la introducción del parlamentarismo

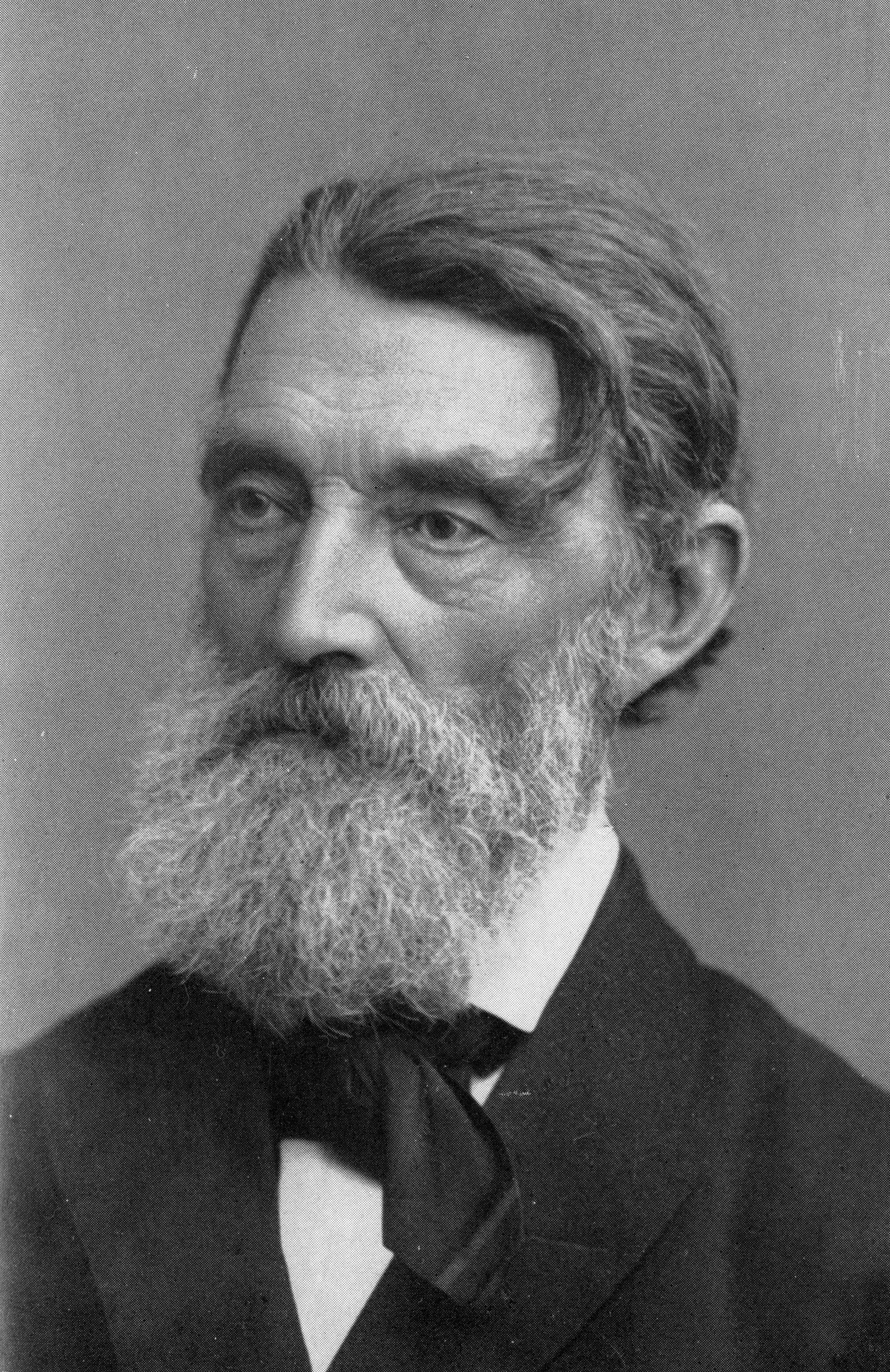
Johan Sverdrup, líder del Partido Liberal y considerado el padre del parlamentarismo noruego.

Las condiciones de la unión con Suecia fueron cuestionadas durante todo el tiempo. Mientras que los suecos querían establecer un reino común, los noruegos pugnaban por una independencia total. En 1835 el consejo de estado noruego pudo participar y decidir sobre la política exterior de los dos reinos.
El rey Óscar I aprobó en 1844 la propuesta para nuevas banderas y un nuevo escudo de armas común para la unión. Cada país obtuvo una propia bandera para la flota mercante y la marina de guerra, pero con una marca unionista en el cuadrante superior izquierdo, una combinación de las banderas sueca y noruega.
A partir de 1860 las relaciones entre ambos países se tensaron, cuando Noruega fortaleció su posición sobre su autodeterminación.
Entre 1859 y 1860 Noruega y Suecia protagonizaron un conflicto a raíz de la presencia en Noruega de un estátuder sueco que representaba al rey en su ausencia y que era un puesto público que los noruegos consideraban como símbolo de la supremacía sueca en la unión. El conflicto inició cuando Carlos IV, recién nombrado rey, faltó a su promesa de abolir ese cargo, mismo que terminaría por disolverse en 1873, al mismo tiempo que el jefe de Gobierno de Noruega adquirió el título de primer ministro. 
En 1872, el Storting tomó la decisión de permitir al consejo de estado noruego participar en las negociaciones parlamentarias, pero la aprobación fue vetada por el rey Óscar II. El parlamento cuestionó el derecho a veto del rey en cuestiones constitucionales y en 1884 decidió abolir tal derecho, lo que significó un avance de la política noruega hacia el parlamentarismo, que establecía que ninguna autoridad estaba por encima del Storting. 
El parlamentarismo se mantuvo como convención constitucional hasta 2007, año en que se incluyó en la Constitución. La élite ilustrada, opuesta al parlamentarismo, formó en 1884 el Partido Conservador (Høyre, literalmente «Derecha»), que se inclinaba por mantener privilegios, mientras que sus rivales constituyeron el mismo año el Partido Liberal, una alianza denominada Venstre («Izquierda»), de postura radical y pese a su nombre, centrista.
Un nuevo tema de controversia con Suecia fue la cuestión de la bandera, en la que Noruega defendió su derecho a tener una enseña propia, sin la marca unionista. El Storting aprobó esa propuesta en 1898, en contra de la decisión del rey de mantener la bandera tal como estaba antes. Finalmente, el rey sancionó la iniciativa en 1899, generando una enérgica respuesta del sector conservador sueco.

### Disolución de la unión sueco-noruega

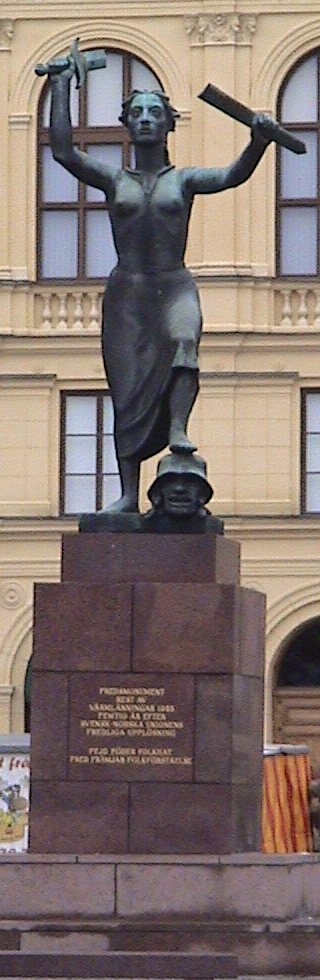
Estatua en Karlstad, Suecia, que conmemora la separación pacífica de Suecia y Noruega en 1905.

A finales del siglo XIX, ambos países seguían un desarrollo independiente, al mismo tiempo que la economía de Noruega crecía de manera importante. Por ello, la unión se debilitó de tal modo que lo natural fue esperar la disolución. La causa formal de esta sería el llamado "conflicto de los consulados", que no fue otra cosa que la lucha de Noruega por tener plena igualdad con Suecia. Hasta entonces, los cónsules suecos se mantenían en el extranjero como representantes de ambos países, pero a finales del siglo XIX Noruega quiso hacer valer su derecho de tener su propia representación.

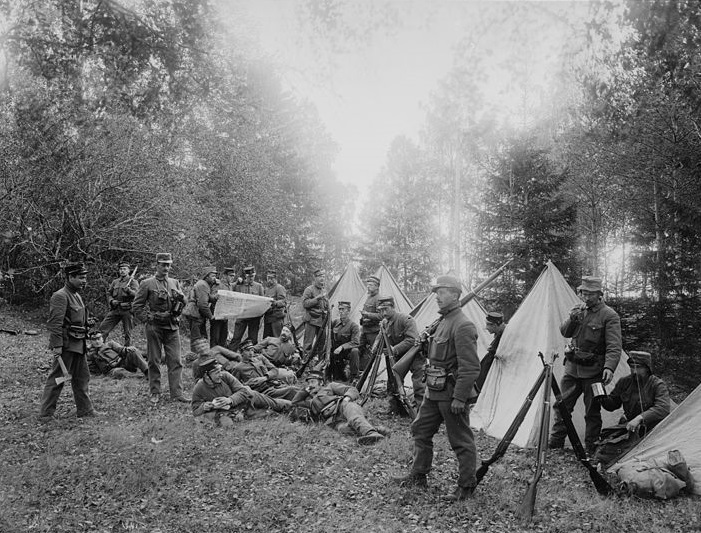
Soldados noruegos vigilando la frontera con Suecia en 1905.

El Storting aprobó la creación de cónsules independientes, pero el rey se negó a sancionar la ley. Tras varios desencuentros con el monarca, el parlamento declaró que el poder del rey "había dejado de ser funcional" y por lo tanto, declaró unilateralmente la disolución de la unión el 7 de junio de 1905. El 13 de agosto del mismo año se realizó un plebiscito en Noruega, en el que la población, por 368 208 votos a favor y 184 en contra, se inclinó por la disolución.
La actitud unilateral de los noruegos provocó serias tensiones entre ambos países y movilizaciones militares a ambos lados de la frontera. Finalmente, tras acaloradas negociaciones en la ciudad sueca de Karlstad durante agosto y octubre de 1905, en las que participaron representantes de los dos gobiernos, se decidió alcanzar una disolución pacífica de la unión, con un consenso de las dos partes sobre las condiciones de la misma. La disolución se concretó oficialmente el 26 de octubre de 1905, con la renuncia del rey Óscar II a sus derechos dinásticos sobre el trono noruego.

## Noruega de nuevo independiente

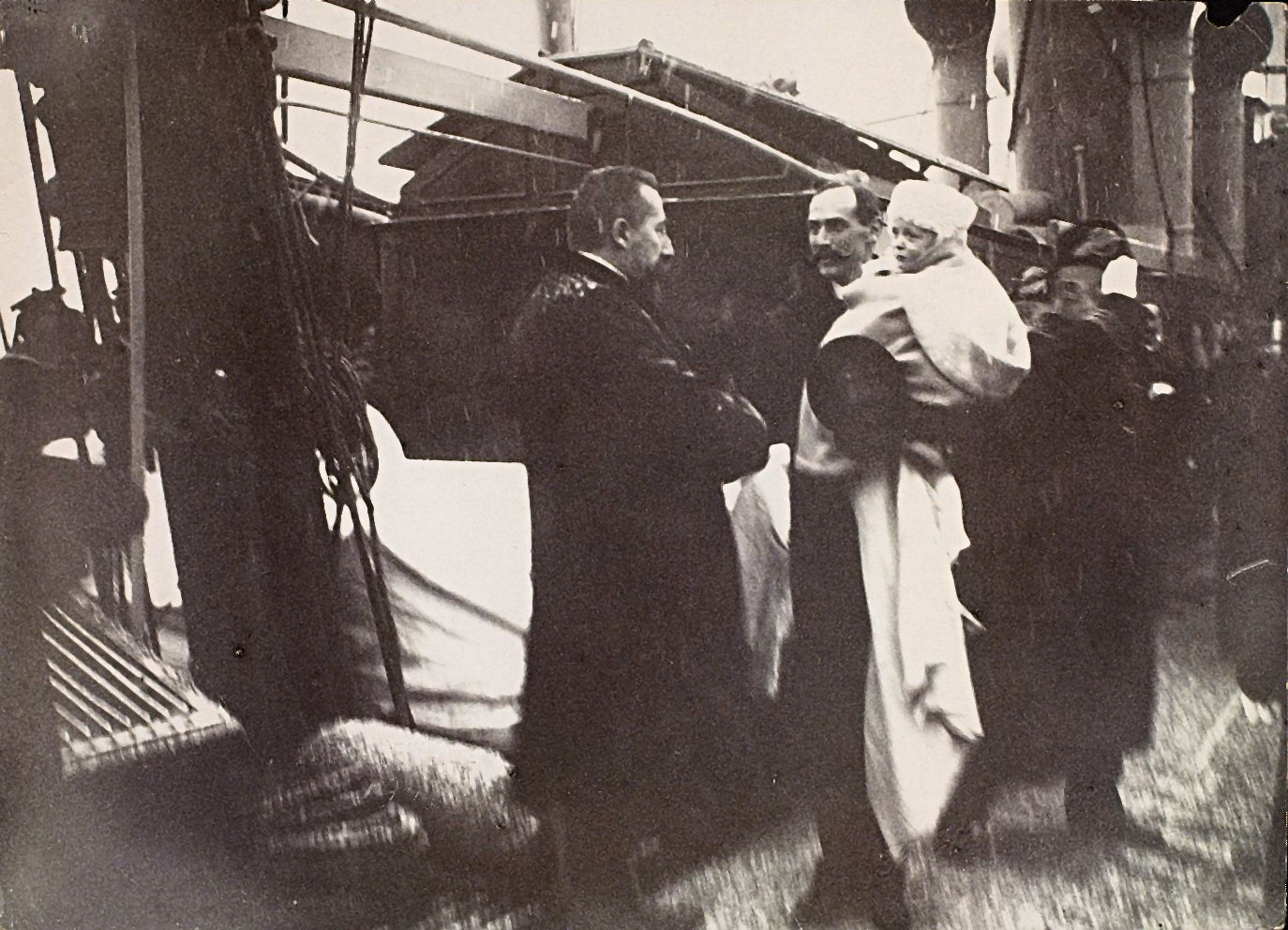
El rey Haakon VII, con el príncipe Olaf en brazos, es recibido en Noruega por el primer ministro Christian Michelsen, el 25 de noviembre de 1905.

La declinación del rey Óscar II incluía también la de sus hijos, por lo que el Storting abandonó la oferta de la corona al príncipe Carlos de Suecia y se decidió por la elección del príncipe Carlos de Dinamarca, hijo segundo del entonces príncipe heredero Federico de Dinamarca. El príncipe danés demostró su talante liberal al dejar claro que sólo aceptaría el trono si la mayoría del pueblo noruego se inclinaba por su candidatura.
Los días 12 y 13 de noviembre de 1905 se organizó el segundo plebiscito en el país en sólo tres meses. Un 79 % de la población votó por una monarquía parlamentaria. El 18 de noviembre, el Storting volvió a ofrecer la corona al príncipe Carlos de Dinamarca, quien aceptó ese mismo día. El nuevo rey tomó el nombre de Haakon VII y llegó a Cristianía el 25 de noviembre junto a su familia, para ser investido formalmente el día 27 del mismo mes. 
Los primeros años de vida independiente de Noruega, hasta el estallido de la Primera Guerra Mundial, estuvieron marcados por el rápido crecimiento económico, basado en la inversión en el sector industrial, favorecido a su vez por la instalación de importantes centrales hidroeléctricas. La posesión de 75 % de las centrales hidroeléctricas y del 80 % de la industria química en manos extranjeras inició un debate parlamentario, que ocasionaría la redacción de leyes que limitaban las concesiones a extranjeros en cuestiones de caídas de agua y minas. Una consecuencia de la industrialización fue el engrosamiento de la clase proletaria y el crecimiento del Partido Laborista. En 1913 las mujeres obtuvieron el derecho al sufragio.
En aras de conservar su independencia política, el país mantuvo una postura neutral en asuntos exteriores, y no contó con una política exterior propia a fin de no involucrarse en conflictos internacionales. No fue sino hasta 1911, durante la segunda crisis de Marruecos, que los mandos militares alertaron sobre la necesidad de destinar mayores recursos a la defensa.
El 14 de diciembre de 1911, una expedición noruega, encabezada por Roald Amundsen, se convirtió en la primera en llegar al Polo Sur.

## Primera Guerra Mundial

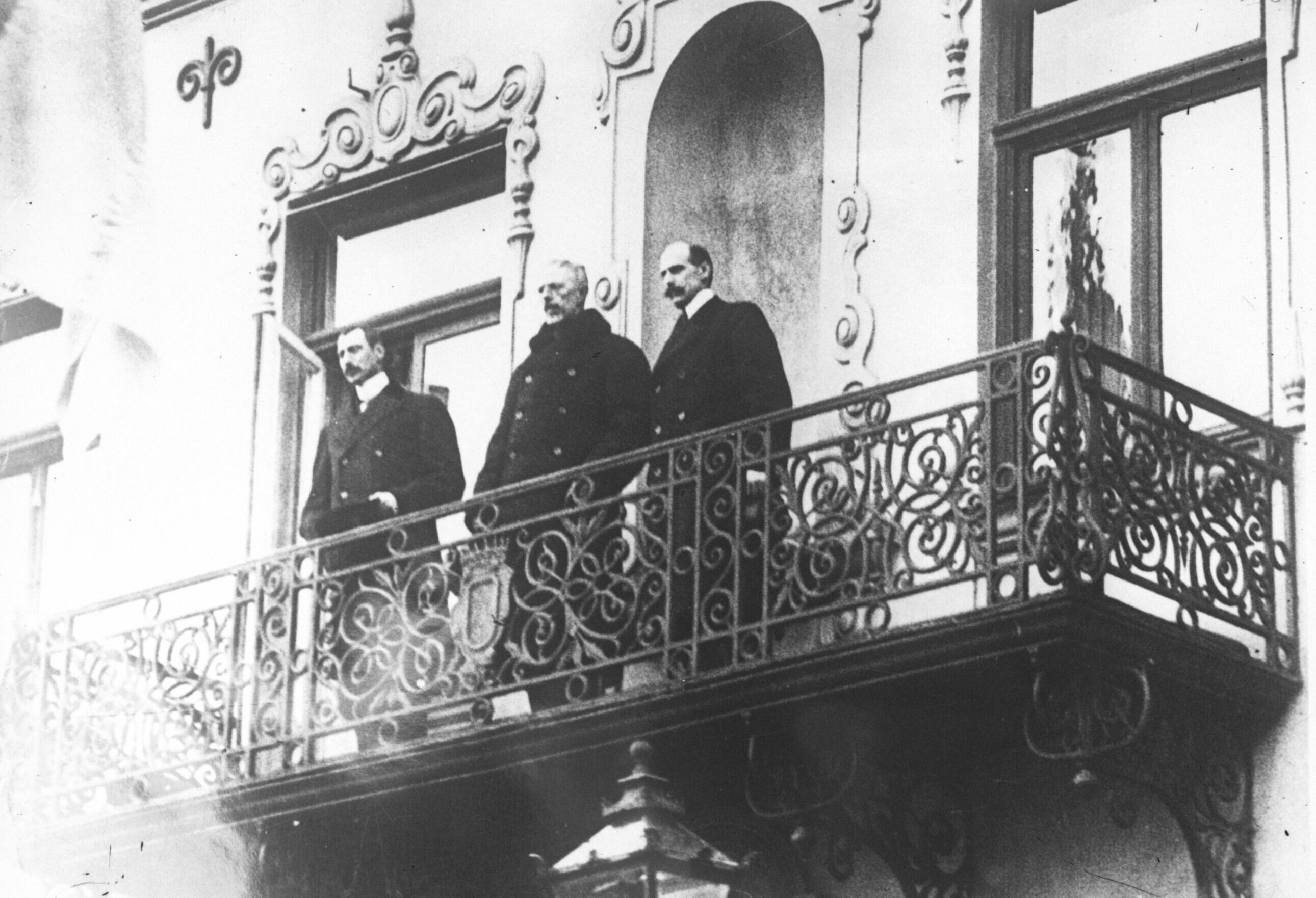
Encuentro de los tres reyes escandinavos en Malmö, en 1914, con la ocasión del acuerdo de neutralidad. De izquierda a derecha, Cristián IX de Dinamarca, Gustavo V de Suecia y Haakon VII de Noruega.

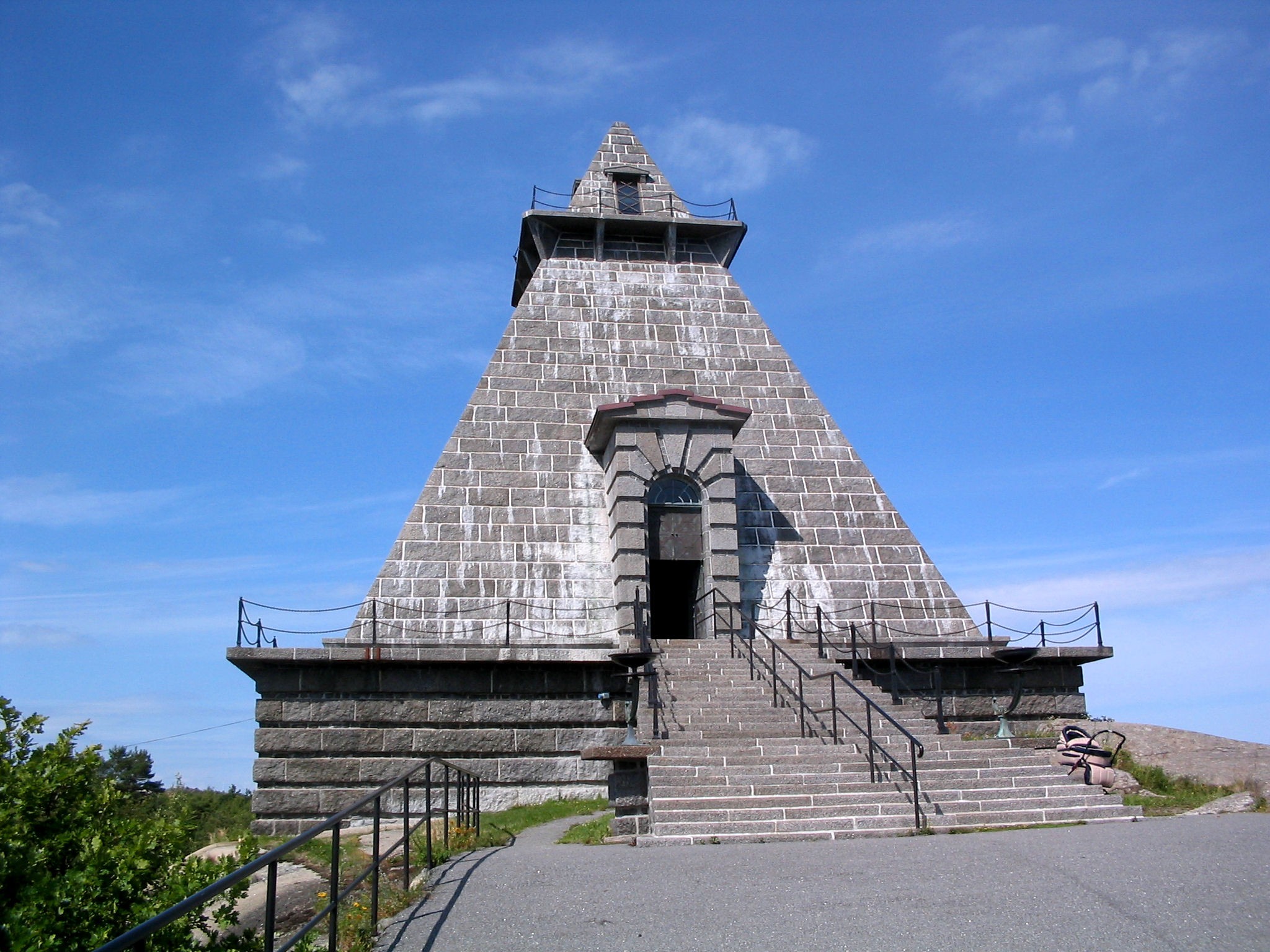
Monumento a los marinos noruegos caídos en la Primera Guerra Mundial.

Paso al optimismo del gobierno noruego respecto a la inminente guerra en Europa, tan sólo tres días después del estallido de la Primera Guerra Mundial se sacudieron las bolsas de valores y el precio de los cereales se disparó. Noruega y Suecia pactaron una declaración conjunta de neutralidad el 8 de agosto de 1914, a la que se sumó Dinamarca en diciembre de ese mismo año.
El pánico financiero condujo al gobierno liberal de Gunnar Knudsen a fortalecer el poder del Estado, interviniendo en varias áreas antes reservadas al sector privado. Para asegurar la estabilidad de las finanzas, se lograron obtener dos costosos préstamos del Reino Unido y de Estados Unidos; se prohibió la exportación de ciertos productos estratégicos, a los que se les fijó un tope en su precio; se hizo obligatorio el aseguramiento de la flota comercial; se combatió el acaparamiento, hubo políticas de racionamiento y se restringió el horario de apertura de las tiendas.
La neutralidad de Noruega se mantuvo en vilo por las presiones del Reino Unido y de Alemania, ambos importantes socios comerciales de Noruega, y por la dependencia de esta de la importación de materias primas. Los gobiernos británico y alemán sostuvieron actividades de espionaje en territorio noruego. Aunque el gobierno de Noruega nunca renunció a su postura oficial de neutralidad, terminó por ceder a las presiones británicas, tras evaluar que el comercio con las potencias occidentales era prioritario que el que tenía con los imperios centrales. Noruega dejó de exportar pescado a Alemania en 1916 y a principios de 1917 azufre y cobre; esto último después de que el Reino Unido, en represalia a las transacciones comerciales germano-noruegas, había prohibido la venta de carbón a Noruega. Las empresas privadas noruegas, por su parte, negociaron de manera independiente con el gobierno británico la importación de materias primas a cambio de suspender sus relaciones comerciales con Alemania. Todo ello terminó por tensar las relaciones diplomáticas entre Noruega y Alemania.
A todo lo largo de la guerra, la flota comercial noruega registró pérdidas; al principio por daño colateral, pero a partir de 1915, a causa del bloqueo alemán contra el mar del Norte y en represalia por los acuerdos noruego-británicos, por ataque directo de la marina alemana. Los submarinos alemanes atacaban indiscriminadamente todo buque en la ruta entre Noruega, las Islas Feroe y Gran Bretaña. La guerra costó la vida a 1 162 noruegos, otros 943 desaparecieron y cerca de 800 barcos fueron hundidos.

### Aumento de la desigualdad social
A pesar de las pérdidas, el sector naviero noruego experimentó un auge, a causa del elevado coste del transporte y la demanda mundial de mercancías. Hubo mucha especulación que disparó las acciones de las sociedades anónimas navieras. La industria, protegida por el gobierno, tuvo también un crecimiento meteórico durante la guerra. Por contraparte, la clase trabajadora padeció los altos precios de los productos básicos y el racionamiento, al tiempo que los salarios permanecieron congelados. Lo anterior condujo a una polarización tanto política como económica en la sociedad. Por ello, iniciaron protestas obreras, como las grandes manifestaciones en Cristianía de 1917 y 1918. Con la revolución de febrero y la revolución de octubre en Rusia en 1917, muchos trabajadores noruegos adquirieron posturas radicales.
El gobierno liberal se mantuvo en el poder durante toda la guerra, rechazando las propuestas de un gobierno de coalición. La elección de 1915 ratificó el dominio del Partido Liberal en el Storting.

## Período de entreguerras
En el período entre la Primera y la Segunda Guerra Mundial, Noruega estuvo marcada por las luchas obreras y el crecimiento de la izquierda, así como por la Gran Depresión, que afectó de manera significativa a la economía y a las clases trabajadoras. En esta época, el gobierno noruego obtuvo la soberanía sobre Svalbard (1920), la remota isla Bouvet (1927), y Jan Mayen (1930). Sin embargo, no tuvo éxito en la ocupación de una porción de Groenlandia oriental (Tierra de Erik el Rojo). Desde 1929, Noruega mantiene su reivindicación sobre la isla de Pedro I y desde 1939 sobre la Tierra de la Reina Maud, ambos territorios en la Antártida, sin que cuente con el reconocimiento internacional. 

### Polarización política
El Partido Liberal (Venstre), que se mantuvo hasta 1915 con la mayoría absoluta en el Storting, se debilitó mientras que el movimiento obrero y su principal brazo político, el Partido Laborista, se fortalecían. En los años siguientes se intercalaron gobiernos liberales y derechistas, pero los liberales perdieron apoyo entre la clase obrera, que consideró insuficientes las medidas del gobierno para paliar la crisis durante la guerra, y entre el campesinado, que se escindió de los liberales en 1920 para formar su propio partido.
El sector radical se hizo del control del Partido Laborista en 1918; éste ingresó a la Internacional Comunista (Komintern) y apoyado en el éxito de la Revolución rusa, abogó por la instauración del socialismo en Noruega. Su desvinculación de la Komintern en 1923 provocó la escisión de uno de los sectores más radicales, que formaron el Partido Comunista de Noruega. Con todo, el PL mantuvo posturas revolucionarias que provocaron rechazo entre las derechas y los liberales, pero un importante apoyo de las bases populares que lo llevó a convertirse en el principal partido en el Storting. Sus adversarios trataron de evitar que el PL formara gobierno, sin embargo, el rey, tras su declaración de «también soy rey de los comunistas», encomendó en 1927 la formación del primer gobierno laborista, con la designación de Christopher Hornsrud como primer ministro. El gobierno de Hornsrud sólo pudo durar tres semanas y su fracaso resultó en un notable retroceso para su partido en las elecciones parlamentarias de 1930.
La consolidación de las fuerzas políticas de izquierda, el crecimiento del fascismo en Italia y Alemania, el fantasma del comunismo, así como las interpretaciones sobre el papel de la religión en la política, alentaron también la división en los sectores conservadores. Varias organizaciones extremistas se fundaron en la época de entreguerras; la última de ellas fue Nasjonal Samling (Unión Nacional), fuertemente inspirada en el nacionalsocialismo alemán. Entre los liberales, una nueva escisión representó la creación del Partido Demócrata Cristiano en 1933.

### La Gran Depresión
La crisis de 1929 dejó sentir sus efectos en Noruega a partir de 1931, y la tasa de desempleo llegó a alcanzar el 30-40 %. La miseria entre los obreros provocó serios conflictos sociales, y el sector campesino luchó por la defensa de sus precios frente a la competencia exterior. 
Con el fracaso del gobierno frente a la crisis se formó una alianza política entre el Partido Laborista y el Partido Agrarista, conocida como «el Acuerdo de la Crisis» (Kriseforliket). Los laboristas, que tras una revisión de su plataforma política se habían inclinado hacia la socialdemocracia, pudieron formar gobierno en 1935, con Johan Nygaardsvold como primer ministro. La crisis perduraría hasta el inicio de la Segunda Guerra Mundial, pero el gobierno implementó importantes medidas para combatirla, como la introducción del impuesto por volumen de ventas, la protección de los productos agropecuarios nacionales, el fomento a la industria, el fortalecimiento del mercado interno y el aumento en el gasto social. La política económica, que volvió muy popular al gobierno de Nygaardsvold, estuvo basada en las propuestas de economistas de izquierda, que se inspiraron en el New Deal de Roosevelt y en los exitosos planes de crecimiento de la Unión Soviética.

## Segunda Guerra Mundial

### La invasión nazi

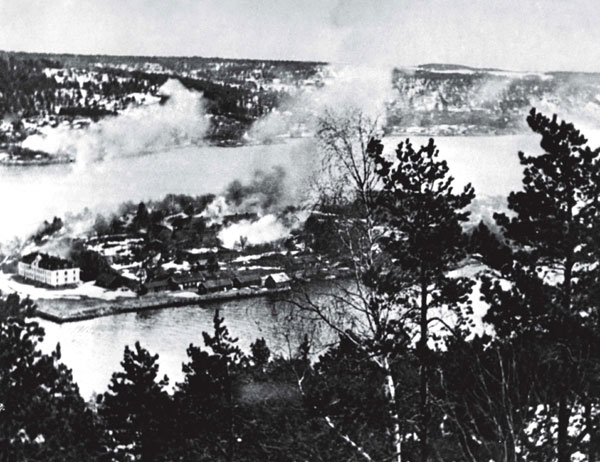
La fortaleza de Oscarsborg, en el Fiordo de Oslo, es atacada por la Luftwaffe, el 9 de abril de 1940.

Al estallido de la Segunda Guerra Mundial en septiembre de 1939, Noruega decidió mantenerse neutral, pero su estratégica posición, sus ricas minas de hierro y su debilidad para defenderse la convirtieron en un territorio interesante tanto para el Reino Unido como para Alemania. Enterada de la presión que el gobierno británico ejercía sobre Noruega para que esta entrara en la guerra del lado aliado, Alemania decidió invadir el país en el marco de la Operación Weserübung, que se inició el 3 de abril de 1940 con la salida de barcos de guerra alemanes hacia Dinamarca y Noruega. El 8 de abril, los barcos alemanes entraban en el Fiordo de Oslo.
La invasión alemana fue rápida, si bien la artillería noruega pudo hundir un barco enemigo desde la fortaleza de Oscarsborg, lo que retrasó la conquista del país por algunas semanas. Durante la guerra, las localidades de Namsos, Steinkjer, Elverum, Molde, Kristiansund, Bodø y Narvik fueron destruidas por completo. El 10 de junio de 1940 capituló el ejército noruego en Trondheim. El rey Haakon VII, que había llevado un gobierno itinerante durante la guerra que lo condujo hasta Tromsø, se negó a reconocer la capitulación y abandonó el país el 7 de junio con rumbo a Londres, una vez que la Armada Británica había decidido retirar sus unidades de apoyo en las costas del norte de Noruega.

### Ocupación

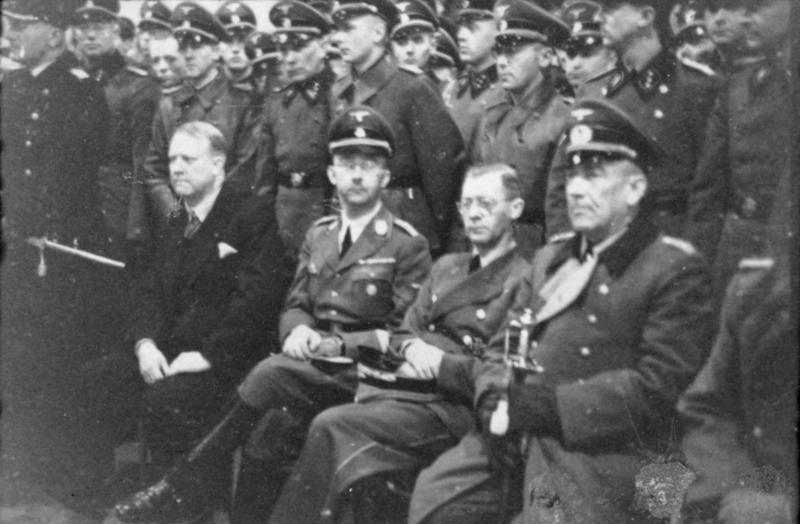
Heinrich Himmler de visita en Noruega en 1941. Aquí junto a Vidkun Quisling, Josef Terboven y Nikolaus von Falkenhorst. Fotografía de los Archivos Federales de Alemania.

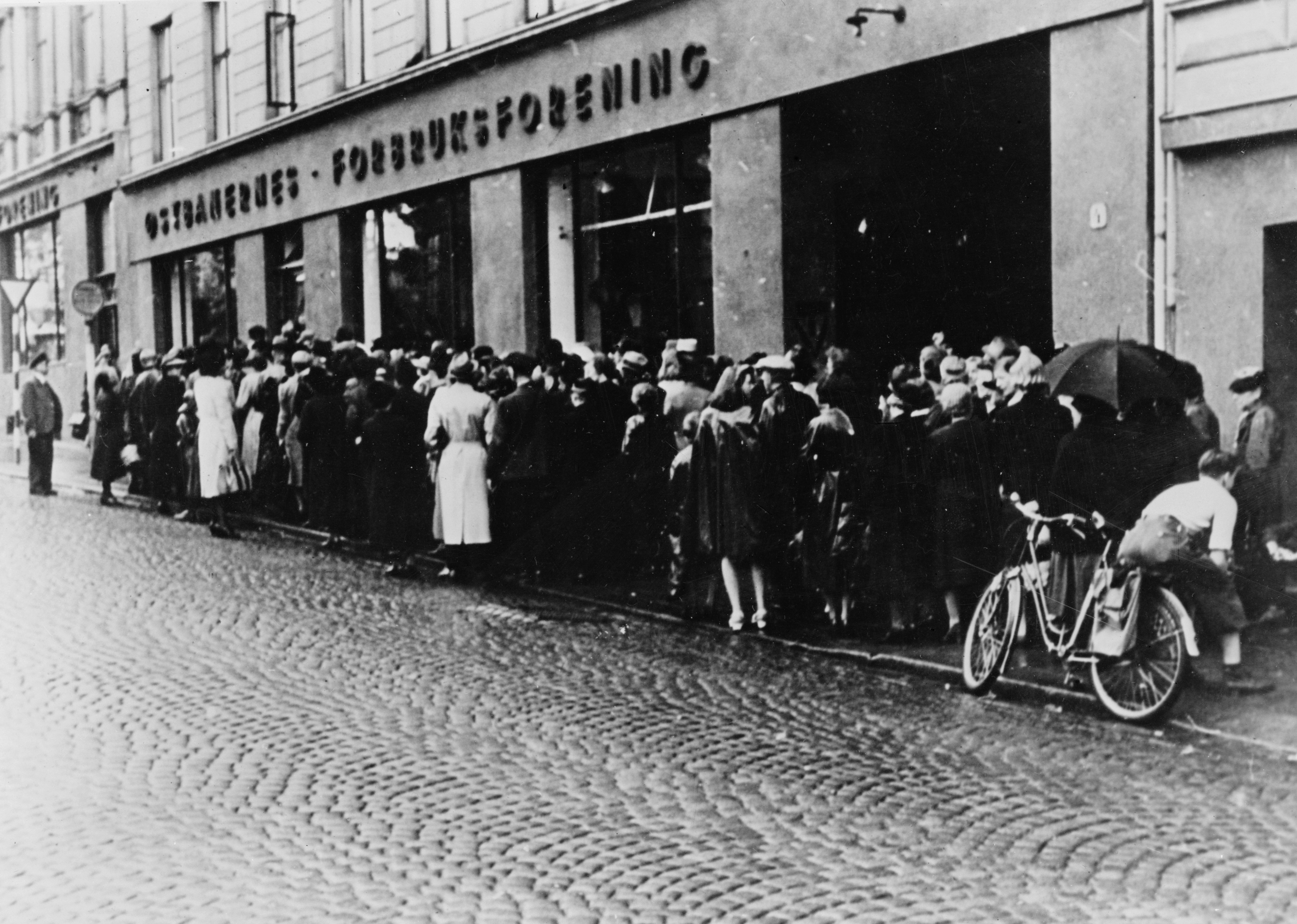
La falta de alimentos fue una constante durante la ocupación nazi. En la imagen, una larga fila en una tienda de alimentos en Oslo, en 1942.

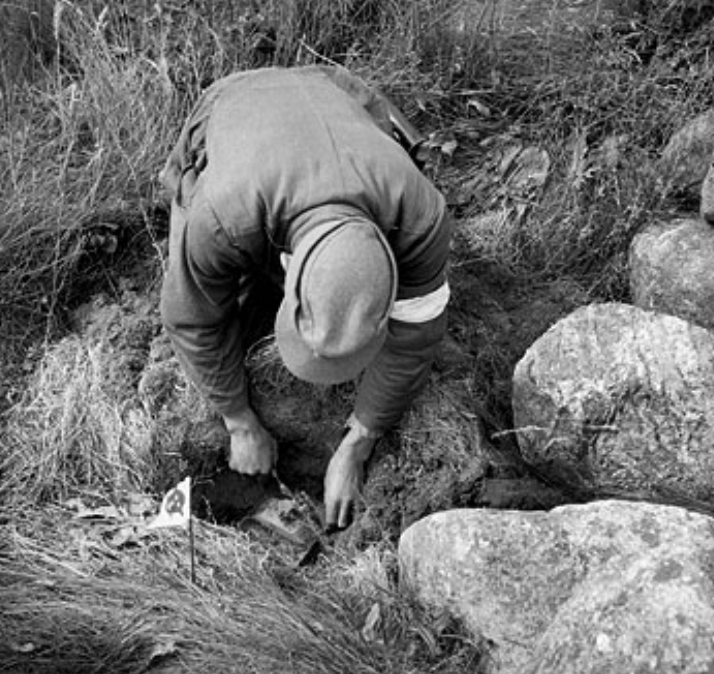
Un soldado alemán desactiva una Mina antipersona en las inmediaciones de Stavanger. Esta actividad causó la muerte a decenas de prisioneros de guerra.

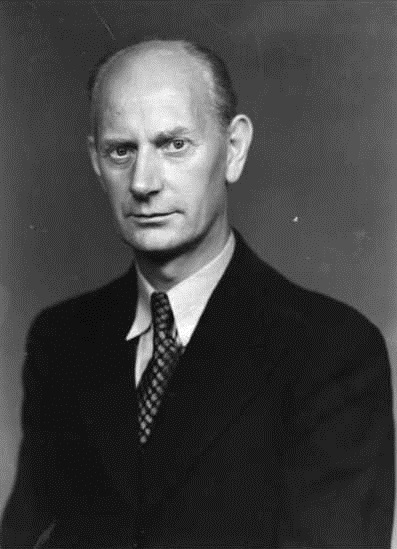
Einar Gerhardsen, primer ministro en cuatro ocasiones, fundador del estado de bienestar y reconstructor del país.

Alemania mantuvo una fuerza de ocupación que alcanzó los 400 000 hombres, debido a la preocupación de Hitler sobre una posible invasión aliada a Noruega. En ese contexto, se erigieron numerosos fuertes a todo lo largo de la costa. El norte de Noruega, por otra parte, fue escenario de violentos bombardeos soviéticos, en el curso de la guerra que sostenía la URSS contra Finlandia y Alemania. Ante la posibilidad de una incursión soviética en Finnmark y Troms, los alemanes practicaron la táctica de tierra quemada y devastaron zonas rurales de esas provincias.
Antes de que concluyeran las operaciones militares contra Alemania, el 15 de abril de 1940 la Corte Suprema de Noruega designó un consejo de administración que se encargaría del gobierno de las zonas ocupadas por el ejército alemán, pero el 24 de abril de 1940 Alemania designó a Josef Terboven como Reichkomissar, que sería en los hechos la principal autoridad civil en Noruega. Terboven intentó negociar con el gobierno legítimo de Noruega para que éste se mantuviese a las órdenes del Reich. El rey rechazó la capitulación y el 25 de noviembre de 1940, Terboven declaró la deposición del rey y del gobierno de Nygaardsvold, la disolución del consejo de administración y la ilegalización de todos los partidos políticos, a excepción del fascista Nasjonal Samling. El 1 de febrero de 1942, Terboven designó a Vidkun Quisling, líder de Nasjonal Samling, como ministro presidente. Con esa designación, Terboven pretendía hacer creer que la soberanía recaía en los noruegos, pero el Reichkomissar se mantuvo como la máxima autoridad.
Durante la ocupación nazi, Noruega estuvo regida por una dictadura. Si bien la violencia no tuvo la magnitud de la ocupación en Europa Oriental, surgió la censura, hubo embargo de aparatos de radio, amenazas, detenciones y algunas ejecuciones de opositores (las más famosas las de los pueblos de Televåg y Arnøy). Al perder Noruega a sus socios comerciales, hubo carencia y racionamiento de alimentos.
Se dictaron leyes antijudíos que implicaron el hostigamiento de esa comunidad y la deportación de 773 de ellos a campos de concentración alemanes. Además hubo aproximadamente 44 000 presos noruegos en cárceles y campos de concentración, de los cuales unos 8000 fueron deportados a Alemania y Polonia (el mayor número, unos 2700, en el campo de Sachsenhausen).
A Noruega llegaron más de 80 000 prisioneros de guerra; la mayoría, unos 75 000, procedentes de la Unión Soviética y el resto principalmente polacos y serbios. Bajo condiciones inhumanas, fueron utilizados como mano de obra en la construcción de defensas costeras y de campos de concentración.
Unos 15 000 soldados noruegos participaron en el frente oriental al servicio de Alemania, en combates en Finlandia y la Unión Soviética. Serían conocidos como Frontkjemper ("combatientes del frente").

### Resistencia
El movimiento de resistencia estuvo encabezado por el rey Haakon VII y el gobierno legítimo del primer ministro Nygaardsvold, quienes establecieron un gobierno en el exilio con sede en Londres. Dentro de Noruega hubo un pequeño movimiento de resistencia que consistió en sabotajes y guerrilla de baja intensidad, y que tuvo una de sus principales victorias en la batalla del agua pesada.
Junto al gobierno salió del país un pequeño número de fuerzas militares, que al final de la guerra alcanzaba un número aproximado de 28 000 efectivos. Entre éstos se encontraban miembros de la marina, el ejército y la fuerza aérea que combatirían en el bando aliado. Sus bases de operaciones estuvieron principalmente en el Reino Unido y Canadá.

### Liberación y purgas
Tras la capitulación de Alemania el 7 de mayo de 1945, procedió la liberación de Noruega por las fuerzas aliadas, el desmantelamiento del gobierno nazi, la captura de sus miembros y el desarme y consignación de los varios miles de soldados alemanes.
Con la liberación, sucedieron en el país una serie de eventos polémicos, que consistieron en una purga política contra los que se consideraban "traidores a la patria". Por los cargos de traición y crímenes de guerra, fue declarada excepcionalmente legal la pena capital, prohibida expresamente en la Constitución. Fueron ejecutados 25 noruegos y 12 militares alemanes, y varios miles de ciudadanos noruegos fueron encarcelados bajo el cargo de colaboracionismo con los nazis. Entre los casos más controvertidos estuvieron las detenciones de enfermeras noruegas que trabajaron para la Cruz Roja Alemana y la reclusión de entre 3000 y 5000 mujeres que sostuvieron alguna relación sentimental con soldados alemanes. Estas últimas, al igual que sus hijos, serían objeto de vejaciones y discriminaciones. Los prisioneros alemanes fueron sometidos a tratos inhumanos, contraviniendo lo previsto en las Convenciones de Ginebra.

## Socialdemocracia e intervencionismo estatal
Poco después de haber regresado del exilio, el gobierno de coalición de Nygaardsvold presentó su dimisión el 26 de junio de 1945. Se convocaron elecciones generales en octubre de ese mismo año, en las que obtendría una victoria contundente el Partido Laborista. El nuevo gobierno de mayoría estuvo encabezado por Einar Gerhardsen, un socialdemócrata excomunista que permanecería por diecisiete años en el cargo. Durante su mandato, Noruega abandonó su tradicional política de neutralidad, fue miembro fundador de la Organización de las Naciones Unidas (ONU) en 1946, y tras el Golpe de Praga, se alineó con el bloque occidental. En ese contexto, recibió ayuda económica del Plan Marshall (1948), se integró a la Organización del Tratado del Atlántico Norte (OTAN) y a la Asociación Europea de Libre Comercio (AELC). Se instituyeron importantes conquistas sociales que convirtieron a Noruega en un referente del estado de bienestar en el mundo. Se redujo significativamente la pobreza y el desempleo, se impulsó la industria y se mantuvo una relación de cordialidad con los partidos opositores. La política económica —que impulsó el crecimiento acelerado de la economía del país— fue ecléctica, pues tuvo aspectos de una economía centralizada de base socialista (regulación del comercio, de la industria y de los bancos, control de precios), pero la presión de los partidos burgueses y de los Estados Unidos influyeron en la permanencia de una economía de mercado.
La popularidad del gobierno de Gerhardsen hizo que el Partido Laborista se mantuviera con mayoría absoluta en el Storting tras las elecciones de 1949, 1953 y 1957. El dominio laborista continuó hasta 1961, año de elecciones legislativas en que ese instituto político perdió la mayoría absoluta. Desde entonces hasta la actualidad, se han formado gobiernos minoritarios, la mayoría de corta duración.
El rey Haakon VII falleció en 1957. Lo sucedió su único hijo, Olaf V, quien alcanzaría niveles de aceptación muy elevados.

## Gobiernos de minorías

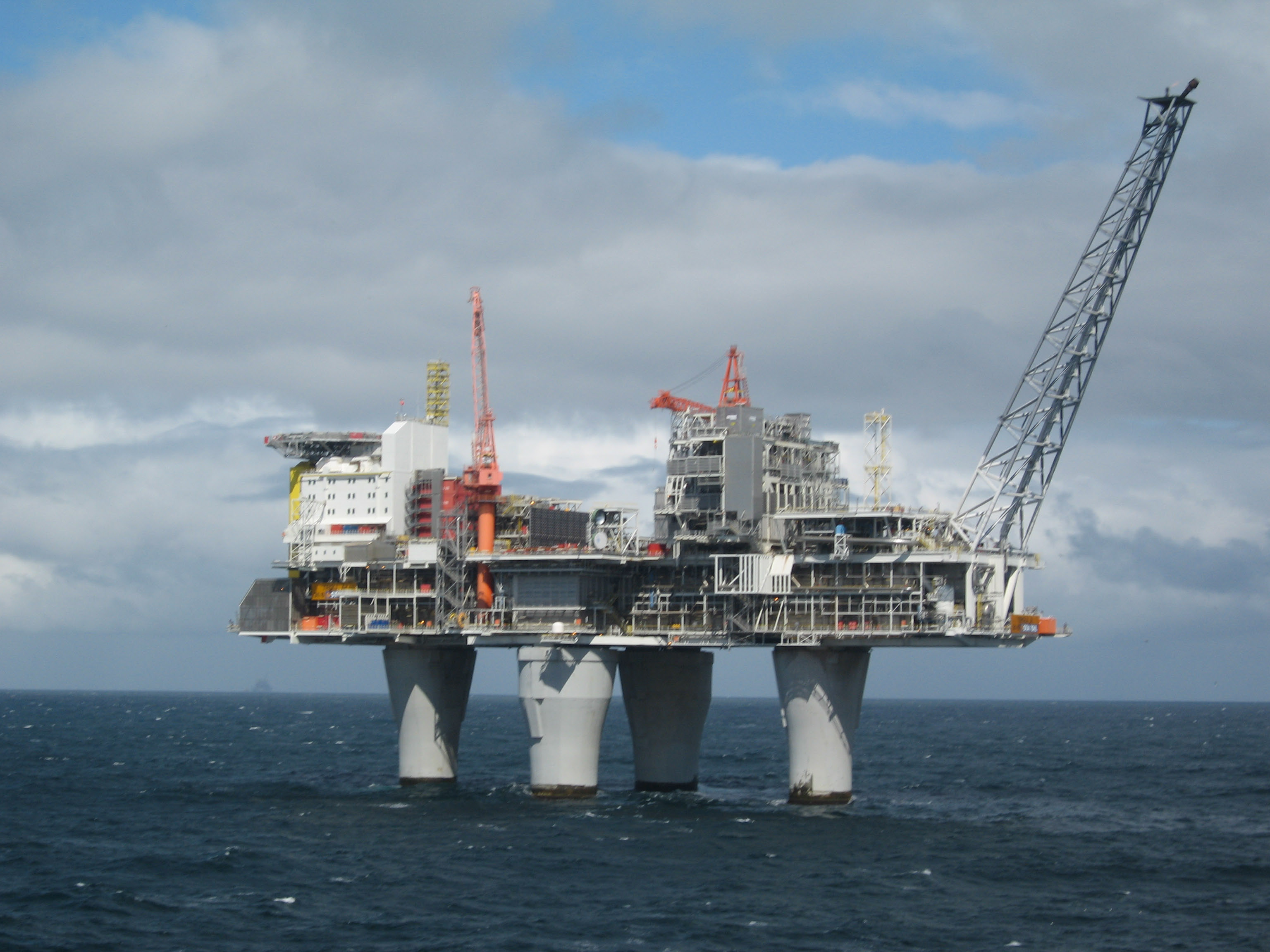
Plataforma petrolera noruega en el mar del Norte. Desde la década de 1970, el petróleo ha aportado un porcentaje significativo de la riqueza del país.

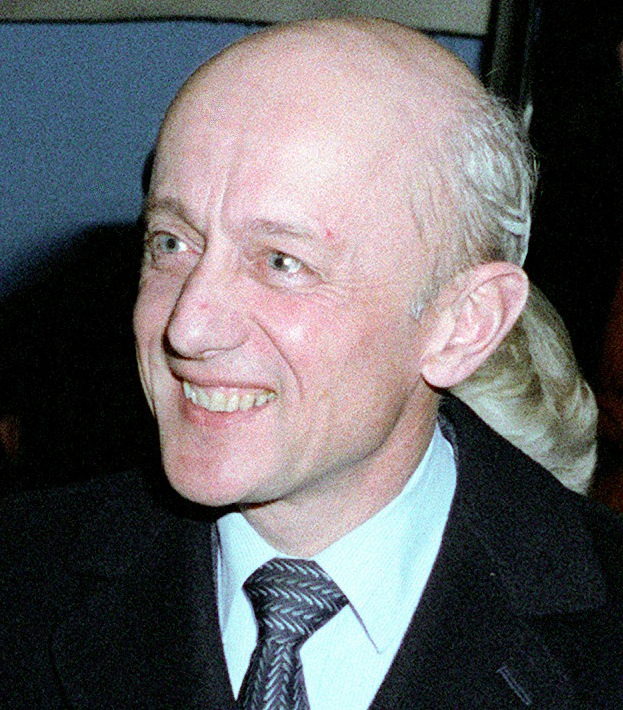
Kåre Willoch.

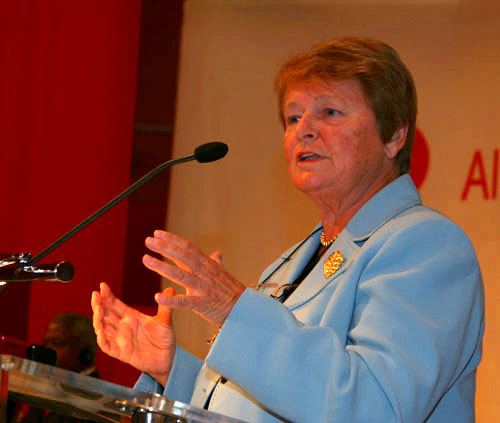
Gro Harlem Brundtland.

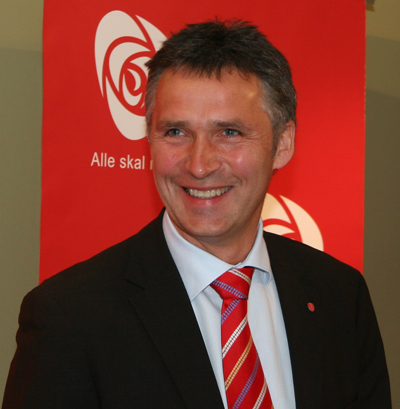
Jens Stoltenberg.

En 1963 dimitió Einar Gerhardsen a causa de una moción de censura de la oposición que tuvo su origen en un accidente minero en Svalbard, pero tras un brevísimo gobierno de coalición conservadora regresó en septiembre de ese mismo año. Éste, el cuarto gobierno de Gerhardsen, destacó por su postura a favor de la entrada de Noruega al Mercado Común Europeo.
Tras las elecciones legislativas de 1965 el Partido Laborista, que obtuvo la mayoría relativa de los votos, no pudo formar gobierno; éste fue encomendado por el rey a una coalición de conservadores, liberales y agraristas encabezada por el agrarista Per Borten. El de Borten, a pesar de ser un gobierno conservador, no significó cambios en la política socialdemócrata que se había aplicado en tiempos laboristas. Durante su mandato se vivió un debate al seno de la coalición y a nivel nacional con motivo del probable ingreso de Noruega a la Comunidad Económica Europea (CEE). Borten dimitió en 1971 a raíz de una censura por la divulgación de un informe secreto en que el primer ministro había proporcionado información confidencial sobre el país. Por ello se formó un nuevo gobierno minoritario, encabezado por el laborista Trygve Bratteli. Este gobierno, partidario del ingreso noruego a la CEE, fue derrotado por el voto popular en el plebiscito de 1971, en que la mayoría de los noruegos votaron en contra del ingreso. Por ello, Bratteli renunció al año siguiente, y sería sustituido por un nuevo gobierno minoritario, el del demócrata cristiano Lars Korvald.
El gobierno de Korvald sólo pudo durar un año, pues en 1973 los laboristas volvieron a obtener la mayoría relativa en el Storting. Comenzó así un nuevo mandato para Trygve Bratteli, quien tuvo que pactar con el Partido de la Izquierda Socialista. El nuevo gobierno no pudo alcanzar sus proyectos y dimitió en 1976; lo sucedió de manera provisional el también laborista Odvar Nordli. 
Nordli sería ratificado en el gobierno después de las elecciones de 1977. Durante su gestión se descubrieron inmensas reservas de petróleo en la plataforma continental del mar del Norte. Por ello y también por razones pesqueras, el gobierno anunció la ampliación de su territorio marítimo, lo que generó inconformidad internacional en un principio pero que terminó con sendos acuerdos pesqueros con la Comunidad Europea, España y la Unión Soviética. Nordli permaneció como primer ministro hasta 1981, cuando abandonó el poder tras anteponer motivos de salud. Lo sucedió en el cargo Gro Harlem Brundtland, la primera mujer en ocupar tal responsabilidad en Noruega.
En 1981, aunque el Partido Laborista ganó la mayoría de los votos, el Partido Conservador, apoyado por el Partido Demócrata Cristiano y por el Partido de Centro, logró formar gobierno, el primero desde 1925. El nuevo primer ministro sería Kåre Willoch. La presencia de un nuevo gobierno no cambió el sistema de socialdemocracia noruego, pero el paquete económico del primer ministro no encontró el apoyo del parlamento. Su fracaso causó un retroceso para su partido en las elecciones de 1985, pero se mantuvo en el poder gracias al apoyo del Partido Liberal. En su segundo mandato Willoch intentó llevar a cabo una política de austeridad en 1986, aumentar impuestos a los derivados del petróleo y disminuir el gasto social, lo que molestó a las clases trabajadoras. El primer ministro se vio obligado a renunciar ese mismo año.
La laborista Gro Harlem Brundtland inició así un nuevo gobierno minoritario. La crisis que se le vino encima como resultado de la caída del precio internacional del petróleo ocasionó una respuesta suya en dirección a una política de austeridad, control de la inflación y disminución del consumo. Su gobierno duró sólo hasta las siguientes elecciones, para ser sustituido por la coalición centro-conservadora-demócratacristiana de Jan Peder Syse. En esas elecciones, cayeron las preferencias hacia laboristas y conservadores, y avanzaron partidos polarizantes, el Partido del Progreso, cercano a la extrema derecha, y el Partido de la Izquierda Socialista. La coalición de gobierno se fracturó a causa del debate sobre la incorporación de Noruega a la Unión Europea y terminó con la renuncia de Syse en 1990. Brundtland ascendió así por tercera vez al poder. En 1991 muere el rey Olaf V y es sucedido por Harald V.
La primera ministra impulsó la adhesión a la Unión Europea, pero se enfrentó a reticencias sobre todo en el tema de las cuotas pesqueras. En un referéndum sobre la adhesión de Noruega a la Unión Europea de 1994, se impuso el rechazo a la incorporación a la UE, que alcanzó el 52 %. Brundtland dimitió un año después y formó gobierno el laborista Thorbjørn Jagland.
Jagland continuó con la política de su predecesora, pero se enfrentó a la oposición por sus propuestas izquierdistas (aumento de las pensiones a adultos mayores) y por escándalos personales en su gabinete. Cuando en las elecciones de 1997 su partido no alcanzó el 36,9 % que él se había propuesto, renunció. Su sucesor, el demócrata cristiano y pastor luterano Kjell Magne Bondevik encabezó un nuevo gobierno minoritario de coalición con conservadores y liberales. Renunció cuando el Storting rechazó una propuesta de protección al medio ambiente, pero tras un breve mandato laborista de Jens Stoltenberg, regresó al poder al año siguiente (2000), en coalición con los conservadores. Ese mismo año, el partido laborista sólo alcanzó el 21 % de los votos. Durante el segundo gobierno de Bondevik, sus reformas redundaron en un avance significativo de la economía del país y su coalición pudo mantenerse en el poder hasta 2005, cuando fue derrotada electoralmente por una alianza laborista-socialista-centrista encabezada por Jens Stoltenberg.
Las elecciones generales de septiembre de 2013 terminaron con ocho años de gobierno laborista. La derechista Erna Solberg es la nueva primera ministra en una coalición con el populista Partido del Progreso. Solberg llega al poder con promesas de recorte de impuestos, mayor inversión en infraestructura y educación, mejores servicios y mayores límites a la inmigración. El nuevo gobierno recibió una economía fuerte con bajo desempleo.